# Gwiazda

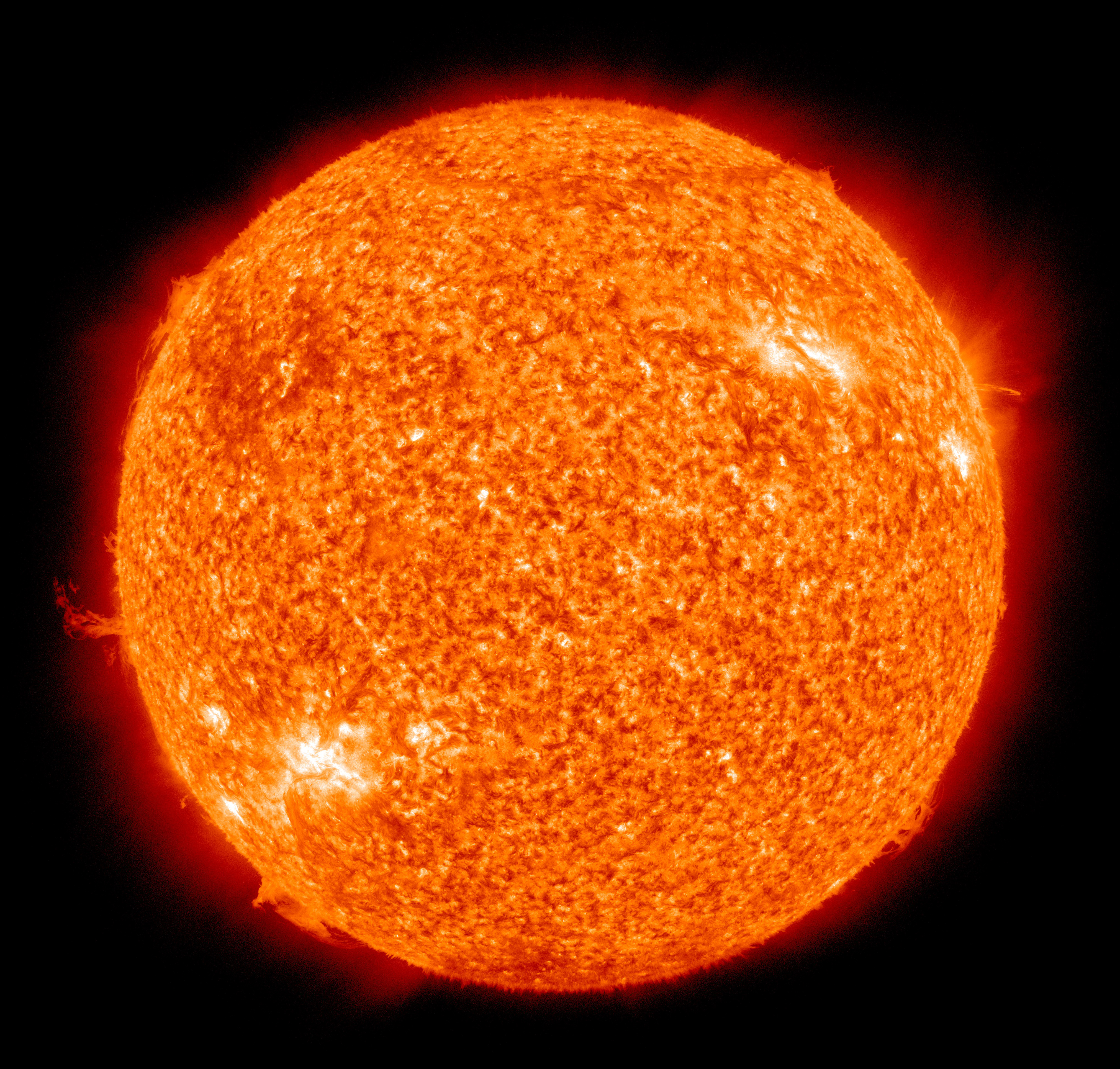
Słońce, najbliższa Ziemi gwiazda – fotografia w dalekim ultrafiolecie

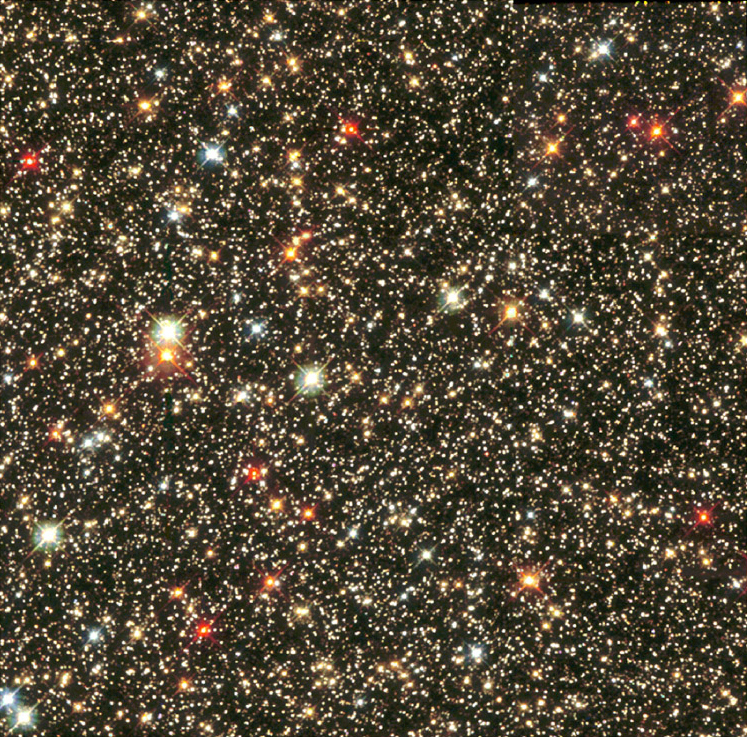
Większość gwiazd jest tak odległa, że są one widoczne jedynie jako punkty świetlne, choć w rzeczywistości osiągają średnice rzędu milionów kilometrów. Na zdjęciu: Chmura gwiazd Strzelca, fragment Ramienia Strzelca Drogi Mlecznej.

Gwiazda – kuliste ciało niebieskie, stanowiące skupisko powiązanej grawitacyjnie materii. Przynajmniej przez część swojego istnienia emituje w sposób stabilny promieniowanie elektromagnetyczne (w szczególności światło widzialne). Gwiazdy powstają głównie z wodoru i helu, lecz w trakcie życia przybywa w nich atomów cięższych pierwiastków (tzw. metali).
Gwiazda powstaje wskutek zapadania grawitacyjnego chmury materii złożonej głównie z wodoru. Gdy jądro gwiazdy osiągnie dostatecznie dużą temperaturę i gęstość, rozpoczyna się reakcja fuzji jądrowej stopniowo zamieniająca wodór w hel. Wytworzona w tym procesie energia jest przenoszona ku powierzchni poprzez promieniowanie oraz drogą konwekcji. Ciśnienie wewnętrzne zapobiega dalszemu zapadaniu się pod wpływem grawitacji. Gdy wodór w jądrze ulegnie wyczerpaniu, dalszy rozwój gwiazdy zależy od jej masy – może zakończyć się np. w stadium białego karła bądź czarnej dziury. Część materii zostanie zwrócona w przestrzeń, gdzie utworzy kolejne pokolenie gwiazd o większej zawartości ciężkich pierwiastków.
Informacje o gwiazdach uzyskuje się głównie poprzez analizę docierającego z nich promieniowania elektromagnetycznego. Ich głównymi parametrami są temperatura powierzchni oraz jasność absolutna. Wykres klasyfikujący gwiazdy na podstawie tych dwóch wielkości nosi nazwę diagramu Hertzsprunga-Russella (H-R). Podobne obiekty znajdują się na nim blisko siebie. Na jego podstawie można ustalić masę, wiek, skład chemiczny oraz inne cechy gwiazd. Masa gwiazdy stanowi główną determinantę przebiegu jej ewolucji oraz sposobu, w jaki zakończy swe życie. Innymi czynnikami są zawartość pierwiastków cięższych od helu oraz bliskość innych ciał o dużej masie (szczególnie takich, które mogą zasilać gwiazdę materią). Inne parametry, takie jak średnica, prędkość obrotu wokół własnej osi, sposób poruszania się oraz temperatura, wynikają z dotychczasowej ewolucji.
Z wyjątkiem Słońca oraz (przez krótki czas) niektórych supernowych gwiazdy można obserwować z powierzchni Ziemi jedynie na nocnym niebie, gdyż nie przyćmiewa ich wówczas rozproszone w atmosferze światło słoneczne. Najlepiej widocznym na sferze niebieskiej gwiazdom od dawna nadawano nazwy i łączono je w gwiazdozbiory. Astronomowie pogrupowali gwiazdy oraz inne ciała niebieskie w katalogi astronomiczne, które zapewniają ujednolicone nazewnictwo.
Wiele gwiazd, choć nie większość, jest związanych grawitacyjnie z innymi, tworząc układy podwójne lub wielokrotne, w których owe ciała niebieskie poruszają się wokół siebie. W ciasnych układach podwójnych, gdzie oba składniki krążą w małej odległości, ich wzajemne oddziaływanie może istotnie wpływać na przebieg ich ewolucji. Gwiazdy nie są jednorodnie rozłożone we Wszechświecie, większość z nich wchodzi w skład struktur utrzymywanych dzięki sile grawitacji, takich jak gromady czy galaktyki.
Rozgwieżdżone niebo inspirowało prace wielu poetów, pisarzy, filozofów oraz muzyków. Niejednokrotnie bezpośrednio angażowali się oni w prowadzenie badań astronomicznych.

## Obserwacja nocnego nieba

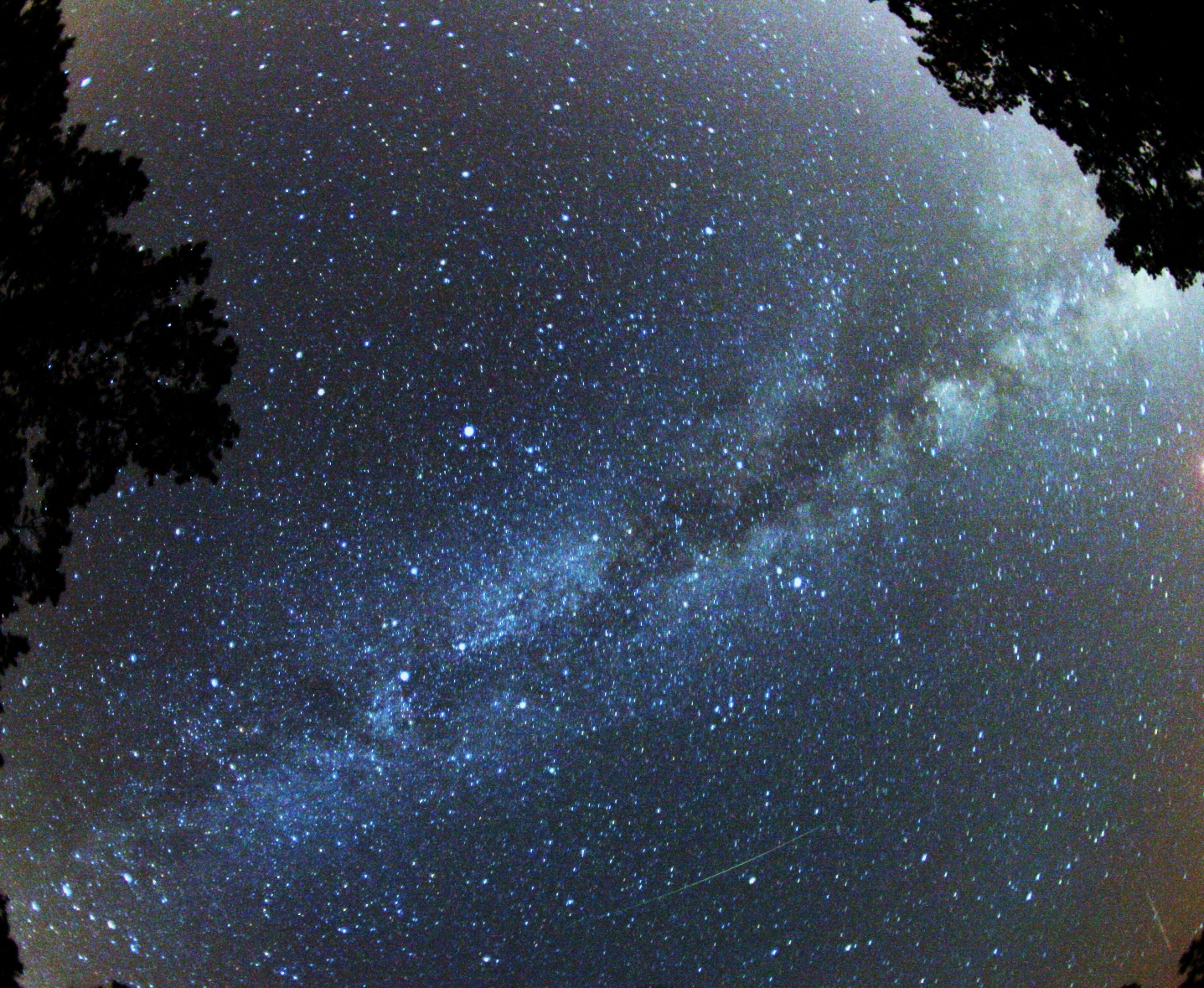
Droga Mleczna widziana z Ziemi. Rozdzielający ją długi ciemny pas to Wielka Szczelina – kompleks pyłowych obłoków gwiazdotwórczych odległy od naszej planety o około 300 lat świetlnych. Uniemożliwia on bezpośrednią obserwację Centrum Galaktyki w zakresie światła widzialnego. Na zdjęciu dostrzec można także trójkąt letni, asteryzm charakterystyczny dla nieba letniego na półkuli północnej oraz, na samym dole, Perseidy.

Najbliższą i najlepiej widoczną z Ziemi gwiazdą jest Słońce. Znajduje się ono w centrum Układu Słonecznego, w średniej odległości 150 milionów kilometrów od Ziemi. Jego bliskość sprawia, że na półkuli, którą akurat oświetla, występuje znaczne rozproszenie światła na cząsteczkach powietrza. Z tego powodu inne gwiazdy zostają przyćmione i nie są widoczne.
Termin „gwiazda” w potocznym znaczeniu używany jest w odniesieniu do punktowych źródeł światła widocznych na ciemnym niebie. Migoczą one z uwagi na wpływ ziemskiej atmosfery. Obserwowane gołym okiem i bez przyrządów pomiarowych, wydają się być nieruchome względem innych. W astronomii określenie „gwiazda” jest używane tylko w stosunku do ciał niebieskich świecących własnym światłem.
Gwiazdy wykazują wysoki stopień zróżnicowania pod względem jasności obserwowanej. Za ten stan rzeczy odpowiada duża różnorodność zarówno wśród dzielących je odległości od Ziemi, jak i wśród ich wielkości absolutnych. Wielka gwiazda może być dziesiątki tysięcy razy jaśniejsza od mało masywnej – przykładowo jedna z najbliższych Ziemi gwiazd, Alfa Centauri, jest dopiero trzecią najjaśniejszą gwiazdą na niebie, najjaśniejszą zaś jest leżący ponad dwa razy dalej Syriusz. Drugą najjaśniejszą gwiazdą nieba jest Kanopus, żółty nadolbrzym 70 razy bardziej odległy od Ziemi niż alfa Centauri, ale 20 000 razy od niej jaśniejszy.
Gołym okiem można, przy sprzyjających warunkach pogodowych, dostrzec około 3–4 tysiące gwiazd. Ich liczba zależy od czasu i miejsca obserwacji – regiony nieba o największym zagęszczeniu gwiazd położone są w okolicach Drogi Mlecznej. Niebo na półkuli północnej jest bardziej rozgwieżdżone zimą, niż latem, mimo że to w lecie znajduje się na nim centrum Drogi Mlecznej. Najwięcej gwiazd widać z półkuli południowej, szczególnie latem. Kierując wzrok w stronę centrum Galaktyki, można zobaczyć mniej gwiazd, niż spoglądając w przeciwnym kierunku. Istnieją trzy podstawowe przyczyny tej pozornej sprzeczności. Po pierwsze, naprzeciwko centrum Galaktyki znajduje się Pas Goulda – zbiór setek młodych, jasnych gwiazd. Drugim czynnikiem jest położenie Układu Słonecznego na wewnętrznym brzegu Ramienia Oriona. Tworzące je obiekty leżą stosunkowo blisko Ziemi, więc spora ich część może łatwo zostać zauważona w kierunku przeciwnym do centrum Galaktyki. Dla odmiany ramię położone bliżej centrum (Ramię Strzelca) dzieli od Ziemi kilka tysięcy lat świetlnych. Trzeci czynnik to obecność na północnym niebie (na którym znajduje się centrum Drogi Mlecznej) licznych pobliskich ciemnych mgławic, kryjących duże regiony gwiazdotwórcze obejmującego Ziemię ramienia spiralnego, takie jak kompleksy mgławic w Cefeuszu czy Łabędziu.

### Instrumenty obserwacyjne

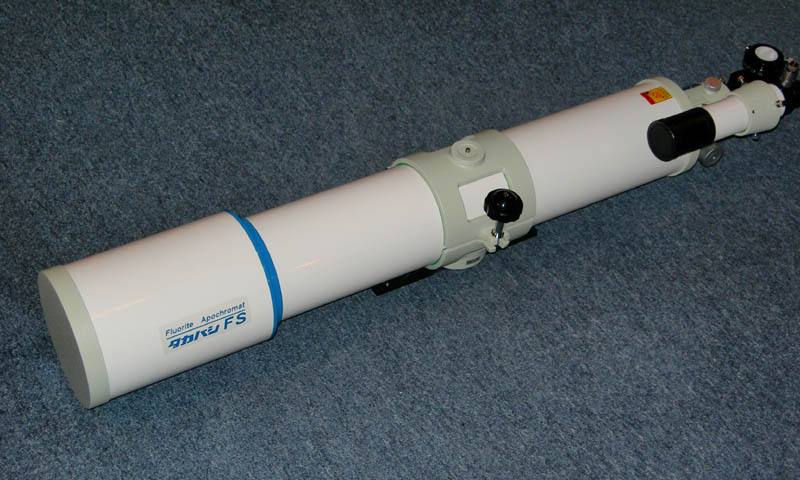
Refraktor apochromatyczny fluorytowy

Współcześnie do obserwacji gwiazd używa się teleskopów, umieszczonych zarówno na powierzchni Ziemi, jak i w przestrzeni kosmicznej, wyposażonych w urządzenia do analizy zebranego promieniowania w postaci spektroskopów, fotometrów, polarymetrów. Wyniki obserwacji są trwale rejestrowane. Początkowo do ich zapisu służyły płyty fotograficzne, natomiast obecnie stosuje się elektroniczne nośniki cyfrowe, a w roli przetworników – najczęściej cyfrowe matryce CCD.
Zakłócenia powodowane przez atmosferę ziemską eliminuje się przez zastosowanie układów optyki adaptatywnej, pozwalającą w przypadku największych teleskopów, takich jak Large Binocular Telescope czy Very Large Telescope, osiągać zdolność rozdzielczą większą niż ma Teleskop Hubble’a. Całkowita nieprzezroczystość atmosfery dla dalekiego ultrafioletu, promieniowania rentgenowskiego i gamma powoduje, że teleskopy prowadzące badania w tych zakresach są umieszczane poza Ziemią.

## Gwiazdozbiory

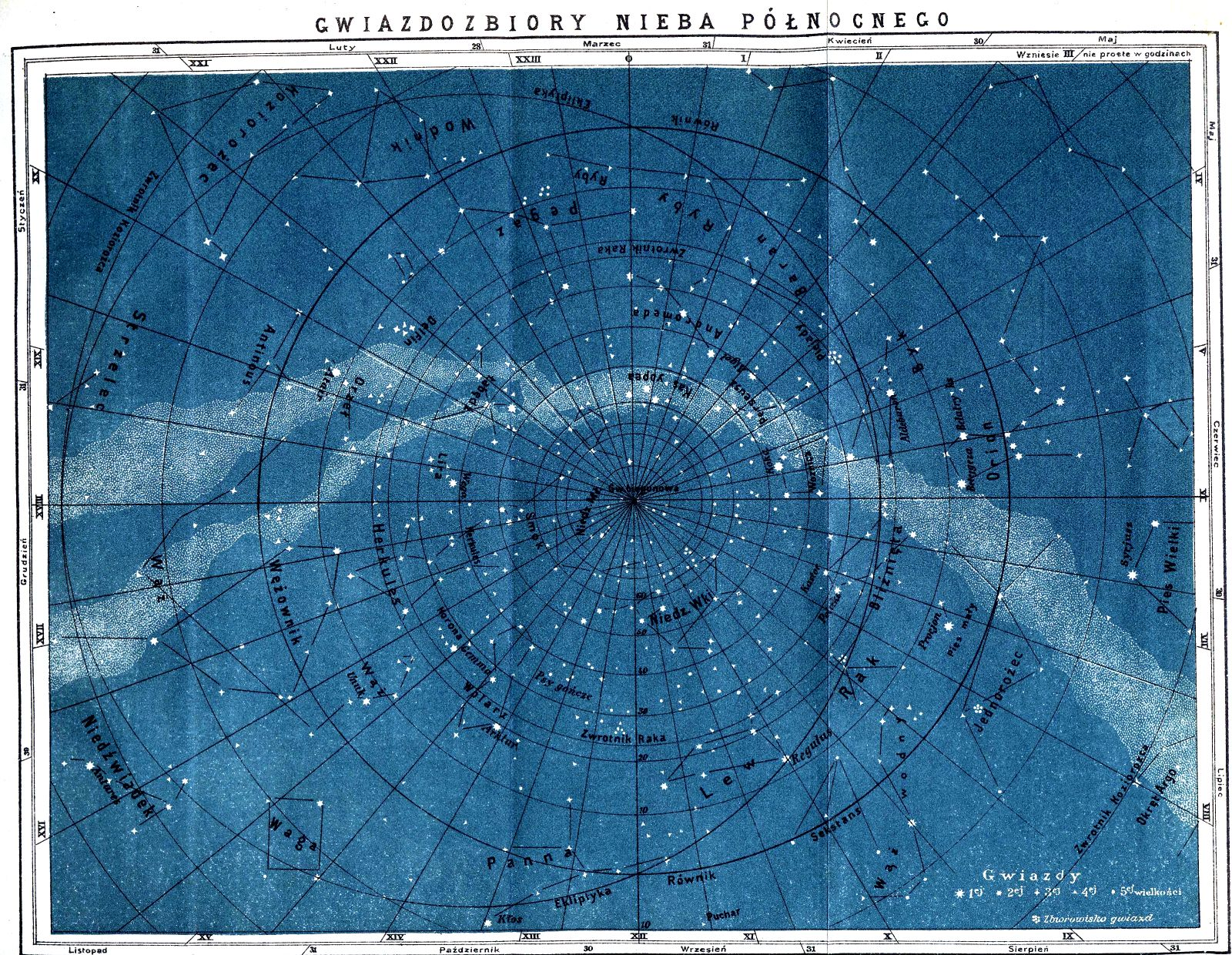
Gwiazdozbiory nieba północnego

Kilkaset widocznych na niebie gwiazd wyróżnia się blaskiem. Układają się one w charakterystyczne konfiguracje, określane mianem gwiazdozbiorów lub konstelacji. Gwiazdy tworzące konstelacje najczęściej nie są ze sobą w żaden sposób powiązane. Mimo pozornej bliskości, wynikającej z położenia na sferze niebieskiej, z reguły znajdują się one w bardzo różnych odległościach od Ziemi i od siebie nawzajem.
Gwiazdozbiory zaczęto wyróżniać około 3000 lat p.n.e., obecne były w większości cywilizacji, choć w różnych kulturach znacząco różniły się od siebie.
Niegdyś granice konstelacji nie były wytyczone jednoznacznie. Dopiero w 1930 Eugène Delporte w imieniu Międzynarodowej Unii Astronomicznej opublikował listę 88 gwiazdozbiorów, która obowiązuje współcześnie. Układy gwiazd nieumieszczone w katalogu nazywa się asteryzmami.

## Historia obserwacji

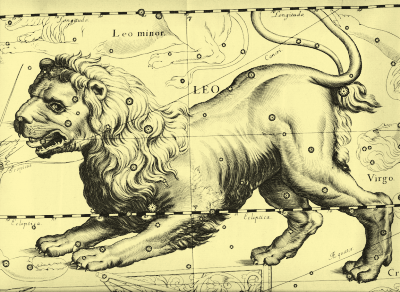
Ludzie od najdawniejszych czasów grupowali gwiazdy, doszukując się w ich układzie obrazów. Wyobrażenie gwiazdozbioru Lwa Jana Heweliusza, 1690.

Ludzie obserwowali gwiazdy już w początkach swojego istnienia. Działania te stanowiły pierwszą znaną człowiekowi formę astronomii. Prowadzenie badań astronomicznych motywowały względy zarówno poznawcze, jak i religijne, a także chęć zastosowania ich rezultatów do przewidywania wydarzeń. Wczesna astronomia była nierozerwalnie powiązana z astrologią, która stanowiła źródło zarówno wiedzy, jak i władzy. Dopiero upowszechnienie metody naukowej doprowadziło do rozdzielenia tych dwóch dyscyplin.
Gwiazdy odgrywały dużą rolę w rozwoju cywilizacji na całym świecie. Stanowiły istotny element wierzeń religijnych. Wielu starożytnych astronomów sądziło, że zostały one na trwałe umieszczone na sferze niebieskiej i że są niezmienne. Wyobrażali oni sobie, że rzucające się w oczy układy gwiazd tworzą figury utożsamiane z elementami natury lub lokalnej mitologii. Gwiazdozbiorów używano do określania pozycji Słońca oraz śledzenia ruchów planet. Dwanaście spośród trzynastu gwiazdozbiorów, które przecina płaszczyzna ekliptyki, stało się podstawą astrologii.
Pojawianie się charakterystycznych gwiazd (np. Syriusza) stanowiło podstawę kalendarzy. Powszechnie stosowany prawie na całym świecie kalendarz gregoriański to kalendarz słoneczny, którego konstrukcja opiera się na czasie trwania obiegu Ziemi wokół Słońca.

### Czasy prehistoryczne

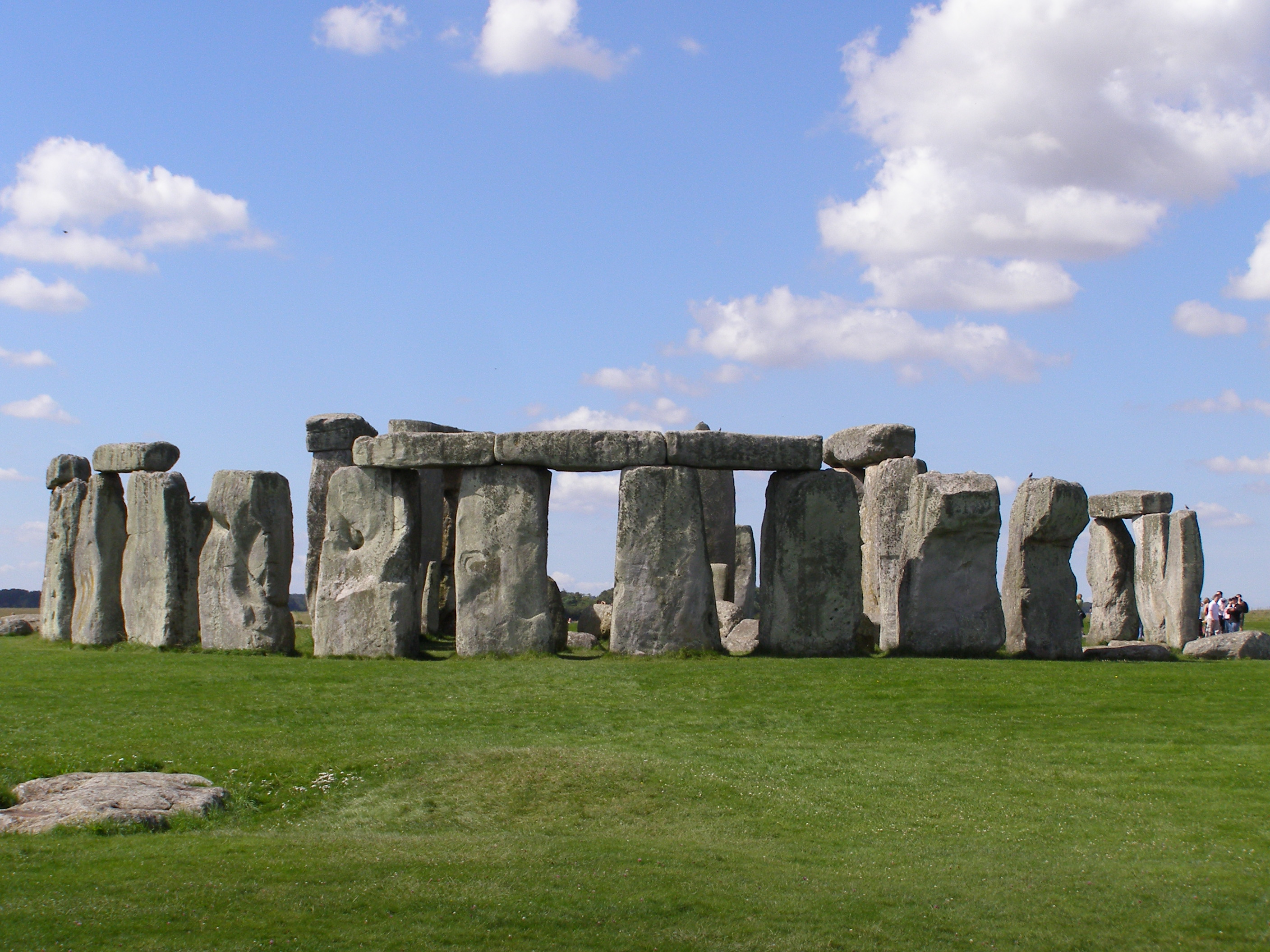
Stonehenge

Od zarania dziejów człowiek poszukiwał związków pomiędzy doświadczanymi przez siebie wydarzeniami a zjawiskami kosmicznymi. Doprowadziło to do utworzenia pierwszych konstelacji, które zaspokajały serię potrzeb zarówno praktycznych, jak i religijnych.
Dostępne dane na temat religii paleolitu świadczą o obecności w ówczesnych systemach wierzeń niektórych gwiazdozbiorów, takich jak na przykład dzisiejsza Wielka Niedźwiedzica. Niedawno przeprowadzone badania ujawniają, że już w górnym paleolicie (około 16 tysięcy lat temu) istniał system złożony z dwudziestu pięciu konstelacji podzielonych na trzy grupy, reprezentujące kolejno niebo, ziemię oraz podziemne zaświaty – uniwersalne dla wszystkich kultur wymiary spojrzenia na świat.
Znaczenie konstelacji wzrosło w neolicie, kiedy człowiek zmienił tryb życia ze zbieracko-łowieckiego na osiadły i zajął się uprawą roli. Podział nieba na gwiazdozbiory ułatwiał zapamiętywanie położenia gwiazd związanych z wynikającymi z kalendarza porami wykonywania poszczególnych prac polowych, takich jak siew czy orka. Gwiazdozbiorom nadawano wtedy nazwy nawiązujące do różnych aspektów życia rolniczego i pasterskiego, niekoniecznie antropomorficzne.
Na pierwszą wiedzę astronomiczną człowieka prehistorycznego składało się przewidywanie ruchów Słońca, Księżyca oraz planet na tle wzajemnie nieruchomych gwiazd. Za przykłady zastosowań tej „protoastronomii” mogą posłużyć megalityczne monumenty, takie jak Stonehenge, demonstrujące nie tylko więź człowieka z niebiosami, lecz także jego zdolność prowadzenia dokładnych obserwacji i umiejętności praktyczne, między innymi zdolność wyznaczania terminów przesileń.

### Starożytność i średniowiecze
Dalsze ulepszenia do systemu konstelacji wprowadzili w drugim tysiącleciu p.n.e. starożytni Babilończycy z Mezopotamii. Wprowadzili oni współcześnie obowiązujące nazwy znaków zodiaku (prawie wszystkie z nich mają sumeryjskie korzenie). Stworzyli również kalendarz księżycowy oparty na wydarzeniach astronomicznych wyznaczających okresy trwania pór roku. Ich dziełem są także najdawniejsze znane katalogi gwiazd, powstałe pod koniec drugiego tysiąclecia p.n.e., w okresie dominacji Kasytów (ok. 1531–1155 p.n.e.). Na podstawie jednego z takich katalogów, odnalezionego w pobliżu Babilonu, stwierdzono, że pozycje ówcześnie używanych gwiazdozbiorów nie odbiegały znacząco od współczesnych. Cywilizacje Mezopotamii bardzo interesowały się astrologią, którą uważały za równoprawną z astronomią dziedzinę wiedzy.
Rozległą znajomością astronomii wykazywali się również starożytni Egipcjanie: ich dziełem jest najstarsza dokładnie datowana mapa nieba, pochodząca z roku 1534 p.n.e., odnaleziona w grobowcu w pobliżu Luksoru. W dyscyplinie tej biegłość osiągnęli również Fenicjanie, lud żeglarzy, korzystający z jej dobrodziejstw w nawigacji. Przy wyznaczaniu kierunków świata i ustalaniu położenia posługiwali się oni między innymi Małą Niedźwiedzicą, w której skład wchodzi Alfa Ursae Minoris, współczesna Gwiazda Polarna, już 1500 lat p.n.e. położona bardzo blisko północnego bieguna niebieskiego.
Współczesna astronomia wiele zawdzięcza starożytnym Grekom i Rzymianom. Pierwszy katalog gwiazd w starożytnej Grecji sporządził około 300 p.n.e., z pomocą Timocharisa, astronom Aristillos. Za pierwszego obserwatora gwiazdy nowej uznaje się Hipparchosa z Nikei – zaobserwowany przez niego w II wieku p.n.e. wybuch w konstelacji Skorpiona wzbudził w nim powątpiewanie w niezmienność nieba. Dzięki uważnym obserwacjom poczynionym podczas tworzenia własnego katalogu gwiazd zauważył on, że pozycje gwiazdozbiorów zmieniły się w stosunku do tych zapisanych przez autorów wcześniejszych prac, na których się opierał, takich jak Eudoksos z Knidos (V – IV wiek p.n.e.). Odkrył on tym samym zjawisko precesji planetarnej – powolnej, lecz ciągłej zmiany orientacji Ziemi w stosunku do sfery niebieskiej. Atlas nieba Hipparchosa zawierał 1020 gwiazd i posłużył Klaudiuszowi Ptolemeuszowi za podstawę jego katalogu gwiazd umieszczonego w Wielkiej rozprawie astronomicznej. W tym samym dziele Ptolemeusz opisał także 48 z 88 używanych w dzisiejszych czasach gwiazdozbiorów, co dowodzi, że były one powszechnie znane już w drugim wieku naszej ery.
Za czasów Greków konstelacje utraciły swój naturalistyczny charakter i nabrały znaczenia czysto mitologicznego. Mity i legendy greckie związane są z większością gwiazdozbiorów, a także z planetami, które Grecy uważali za szczególny rodzaj gwiazd, wyróżniający się ruchem względem gwiazd stałych (planeta – gr. πλανήτης (planētēs) – wędrowiec). Reprezentowały one panteon najważniejszych bóstw, w szczególności olimpijskich – imiona ich rzymskich odpowiedników noszą Merkury (grecki Hermes), Wenus (gr. Artemida), Mars (gr. Ares) i Jowisz (gr. Zeus). Do grona planet Grecy zaliczali także Księżyc oraz Słońce, nie znali za to Urana (balansującego na granicy widzialności przy doskonałych warunkach obserwacyjnych, jego ruchu orbitalnego nigdy nie dostrzegli) oraz Neptuna (zupełnie niewidocznego gołym okiem). Z uwagi na niedużą jasność i olbrzymi dzielący od nich dystans pierwszą z nich odkryto dopiero w 1781, drugą zaś w 1846, a nazwy pochodzące z grecko-rzymskiego kręgu kulturowego nadali im ich nowożytni odkrywcy.

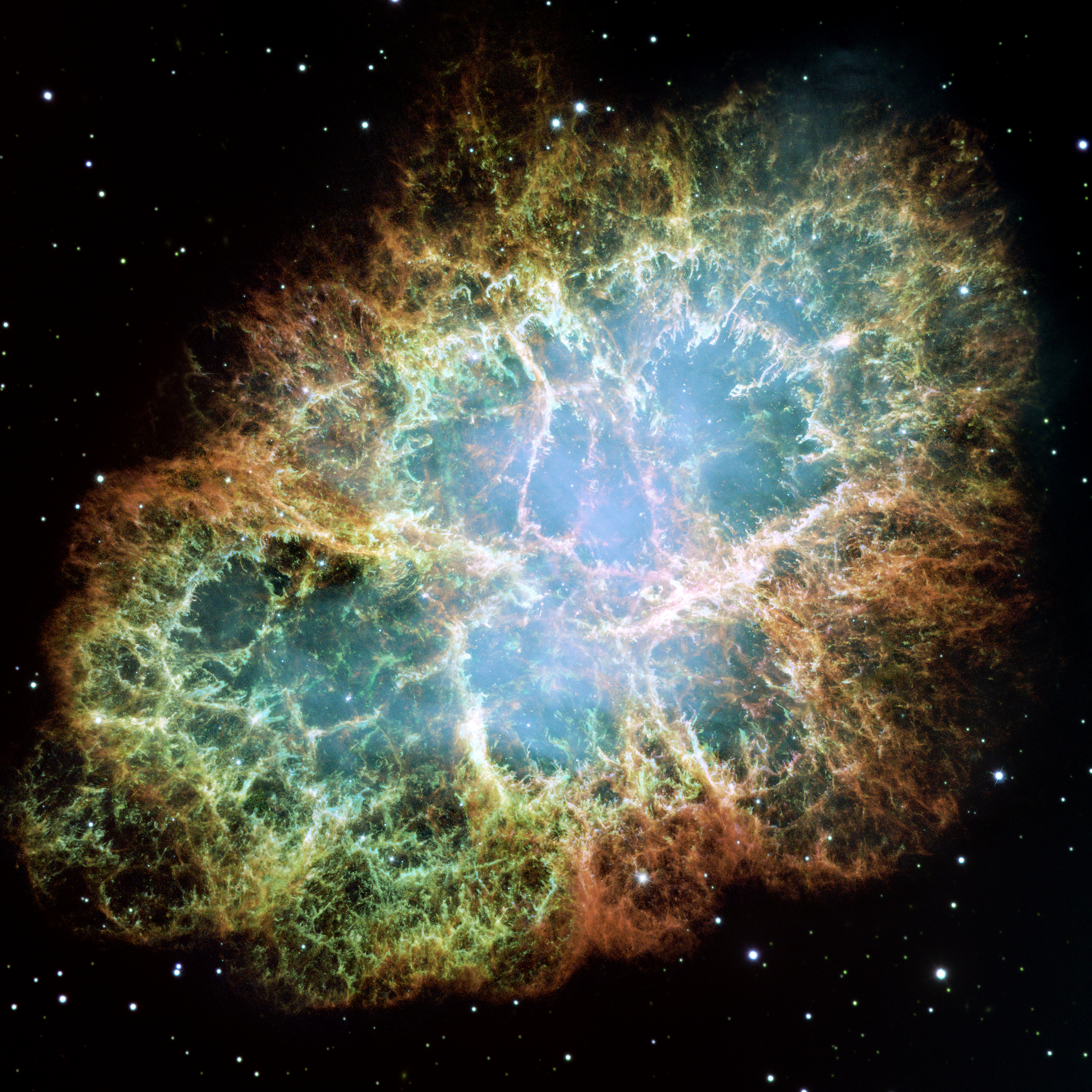
Mgławica Kraba – pozostałość po supernowej zaobserwowanej w 1054

W średniowieczu w astronomii europejskiej zapanowała stagnacja, gdyż astronomowie chrześcijańscy przez długi czas bezkrytycznie akceptowali zgodną z zapisami biblijnymi arystotelejsko-ptolemejską kosmologię, rezygnując nawet z obserwacji. W tamtych czasach istotnie wyróżnili się za to astronomowie świata islamu, między innymi ze względu na to, że w praktykach tej religii bardzo ważne były rachuba czasu oraz wyznaczanie kierunku Mekki w dowolnym miejscu na Ziemi. Ponownie odkryli oni Almagest Ptolemeusza i żywili do tego dzieła ogromny szacunek. Nadali też wielu gwiazdom używane po dziś dzień arabskie nazwy, a także udoskonalili liczne przyrządy służące do ustalania ich pozycji, między innymi astrolabium czy kwadrant. Utworzyli oni także pierwsze duże obserwatoria, głównie na potrzeby opracowania katalogów astronomicznych zwanych Zij. Wśród tych prac znajduje się między innymi Księga gwiazd stałych autorstwa perskiego astronoma Abda Al-Rahmana Al Sufiego, odkrywcy licznych gwiazd, gromad (w tym Omicron Velorum i Collinder 399) oraz galaktyk (między innymi galaktyki Andromedy). W XI wieku perski uczony-polihistor Abu Rajhan Muhammad al-Biruni opisał Drogę Mleczną jako zbiór fragmentów nieba posiadających własności rozmglonych gwiazd, podał także pozycje różnych gwiazd podczas zaćmienia Księżyca w 1019. W XII wieku z kolei andaluzyjski astronom Ibn Bajjah wysnuł teorię, że Droga Mleczna składa się z wielu gwiazd, które nieomal stykają się za sobą i wyglądają na jednolitą jaśniejącą płaszczyznę z uwagi na zjawisko załamania emitowanego przez nie światła na materii znajdującej się pomiędzy Ziemią a Księżycem. Za dowód posłużyły mu obserwacje poczynione podczas koniunkcji Jowisza i Marsa w 500 AH (1106/1107) .
Astronomowie chińscy, podobnie jak Hipparchos przed nimi, byli świadomi, że sfera niebieska podlega zmianom i że mogą na niej pojawić się gwiazdy dotychczas niewidoczne. To właśnie im udało się zaobserwować najwięcej „nowych gwiazd”. W 185 dostrzegli oni i po raz pierwszy w historii ludzkości opisali supernową, znaną współcześnie jako SN 185. Najjaśniejszym (pod względem obserwowanej jasności) tego typu zjawiskiem widocznym z Ziemi zarejestrowanym przez człowieka była supernowa SN 1006, której eksplozja nastąpiła w 1006. Wzmianki na jej temat poczynili egipski astronom Ali ibn Ridwan oraz kilkunastu badaczy chińskich. Muzułmańscy oraz chińscy astronomowie obserwowali także supernową SN 1054 w konstelacji Byka. Jej światło, wyemitowane około 3000 lat p.n.e., dotarło do Ziemi 4 lipca 1054. Pozostała po niej słynna Mgławica Kraba, skatalogowana kilka wieków później przez Francuza Charles’a Messiera jako Messier 1 – M1.

### Czasy nowożytne

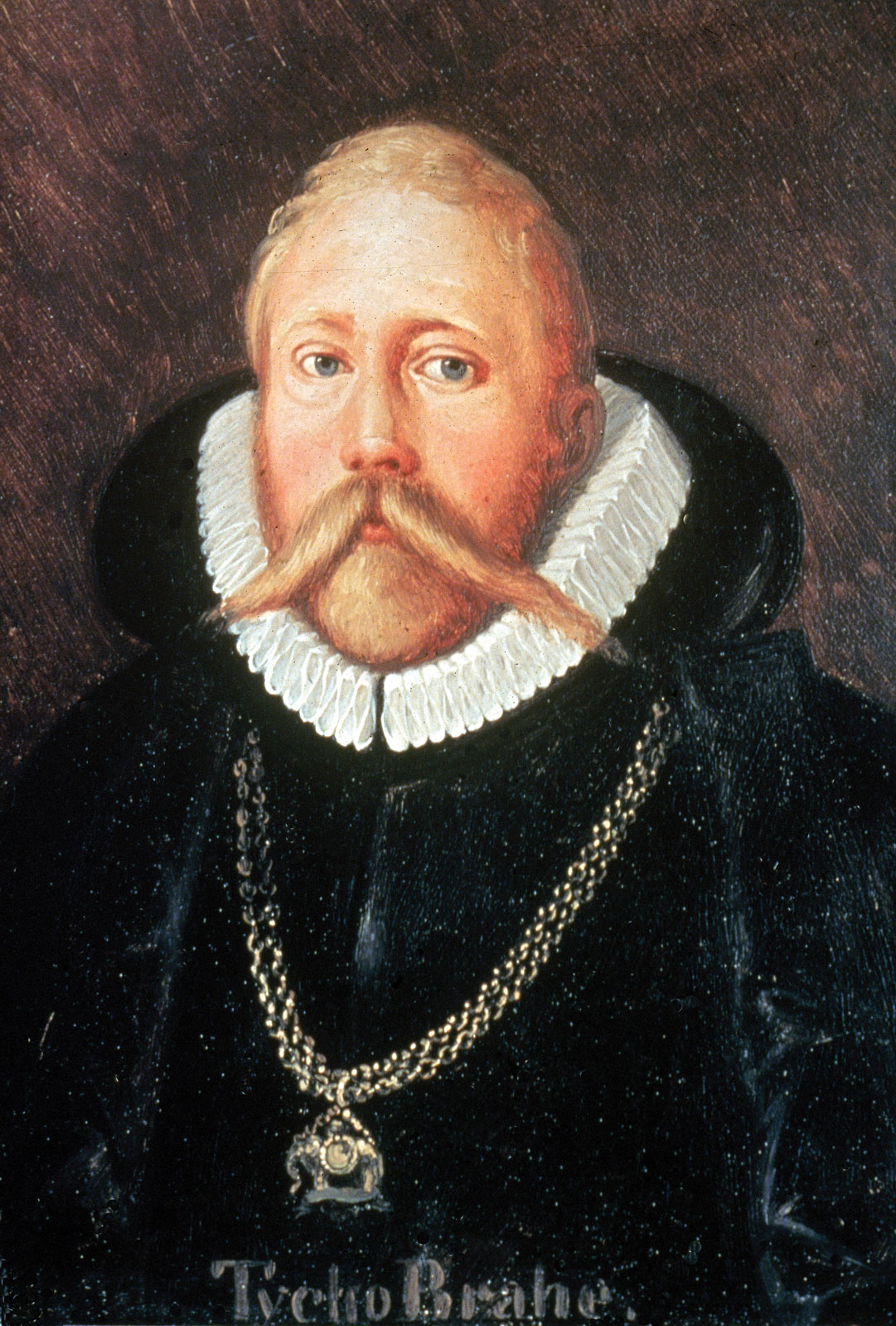
Tycho Brahe

Również według wczesnych europejskich astronomów czasów nowożytnych, takich jak Tycho Brahe oraz jego uczeń Johannes Kepler, identyfikowane na niebie „nowe gwiazdy” przeczyły idei niezmienności niebios. Obaj dostrzegli na nocnym niebie gwiazdy dotychczas niewidoczne. Brahe jako pierwszy nazwał je „gwiazdami nowymi”, myśląc, że są to obiekty nowo powstające. W rzeczywistości badali oni supernowe, potężne eksplozje wieńczące żywoty wielkich gwiazd (Brahe obserwował SN 1572, Kepler zaś SN 1604).
W 1584 Giordano Bruno w swym dziele De l’infinito universo e mondi (O nieskończonym Wszechświecie i światach) zasugerował, że gwiazdy mogą być w istocie innymi Słońcami, wokół których też krążą planety, także takie podobne do Ziemi. Nie była to idea nowa, podobne koncepcje wysuwali już starożytni greccy filozofowie Demokryt i Epikur oraz średniowieczni kosmologowie muzułmańscy, na przykład Fakhr al-Din al-Razi. Myśl tę początkowo napiętnowano jako herezję, lecz w kolejnych wiekach zyskała ona duże poparcie wśród astronomów i urosła do rangi obowiązującej teorii.
Do czasu wynalezienia teleskopu w 1608 badania astronomiczne prowadzono wyłącznie gołym okiem. Przypisywany Hansowi Lippersheyowi, Zachariasowi Janssenowi oraz Jacobowi Metiusowi wynalazek, udoskonalony przez Galileusza, zrewolucjonizował obserwację gwiazd i innych ciał niebieskich.
Aby wyjaśnić, dlaczego gwiazdy nie wywierają grawitacyjnego wpływu na Układ Słoneczny, Isaac Newton postulował, że początkowo były one rozłożone w przestrzeni równomiernie oraz pozostają w niemal całkowitym bezruchu. W modelu tym Wszechświat nie znajdował się w idealnej równowadze i, aby nie zapadł się pod wpływem siły ciążenia, niezbędne były okresowe interwencje Opatrzności. Pomysł ów mógł podsunąć mu teolog Richard Bentley.

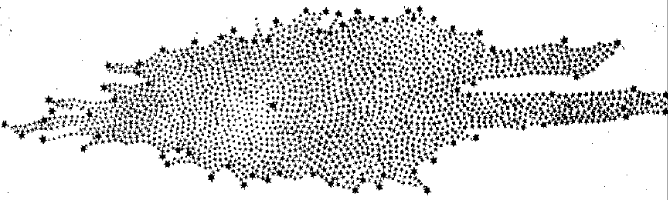
Schemat Drogi Mlecznej opracowany przez Williama Herschela na podstawie przeprowadzonych w 1785 badań rozkładu gwiazd na niebie. Układ Słoneczny miał znajdować się w pobliżu centrum.

Włoski astronom Geminiano Montanari w 1667 jako pierwszy opisał obserwowane przez siebie zmiany jasności gwiazdy Algol (β Persei). W 1718 w Anglii Edmond Halley opublikował pierwsze w historii wyniki pomiaru ruchu własnego niektórych najbliższych gwiazd, wykazując istotne przesunięcie Arktura i Syriusza. Udowodnił tym samym, że gwiazdy zmieniały położenie od czasów starożytnych astronomów Hipparchosa i Ptolemeusza.
Pierwszym naukowcem, który próbował doświadczalnie określić rozkład gwiazd w przestrzeni, był William Herschel. W latach 80. XVIII wieku wykonał serię 600 pomiarów, zliczając gwiazdy w różnych kierunkach. Okazało się, że liczba dostrzeganych gwiazd systematycznie rośnie w miarę zbliżania się do części nieba zawierającej jądro Drogi Mlecznej. Jego syn, John Herschel, powtórzył eksperyment ojca na półkuli południowej i dopatrzył się analogicznej reguły wzrostu zagęszczenia gwiazd w tym samym kierunku. Na podstawie swoich badań Herschel senior opracował schemat Galaktyki, błędnie przy tym zakładając, że Słońce znajduje się w pobliżu jej centrum. Do osiągnięć Williama Herschela należy także odkrycie, że niektóre gwiazdy nie poruszają się samotnie w kosmosie, lecz tworzą układy podwójne.

### XIX wiek
Pierwszy bezpośredni pomiar odległości gwiazdy od Ziemi (61 Cygni, oddalonej o 11,4 roku świetlnego) wykonał w 1838 przy pomocy paralaksy Friedrich Bessel. Otrzymany przez niego po 18 miesiącach obserwacji rezultat – 10,4 roku świetlnego – był zbliżony do współczesnego. Późniejsze badania z użyciem tej metody wykazały znaczne rozproszenie gwiazd w przestrzeni kosmicznej.
Joseph von Fraunhofer i Angelo Secchi, pionierzy spektroskopii astronomicznej, na drodze porównań spektrów gwiazd takich jak Syriusz ze Słońcem zidentyfikowali różnice w ilości i grubościach linii spektralnych powstających w rezultacie pochłaniania przez atmosferę ciała niebieskiego specyficznych częstotliwości promieniowania elektromagnetycznego. W 1865 Secchi rozpoczął klasyfikowanie gwiazd na podstawie ich typu widmowego, jednakże nowoczesne kryteria tego podziału opracowała dopiero Annie Jump Cannon w pierwszej dekadzie XX wieku.
W XIX wieku coraz większego znaczenia nabierały obserwacje gwiazd podwójnych. W 1827 Felix Savary, przy użyciu obserwacji wykonanych za pomocą teleskopu, jako pierwszy opisał orbity układu podwójnego. Obiektem jego obserwacji był pierwszy znany układ podwójny, odkryty przez Williama Herschela w 1780 system ξ Ursae Majoris. W 1834 Friedrich Bessel na podstawie stwierdzonych przez siebie zmian ruchu własnego Syriusza wysunął hipotezę o istnieniu niewidocznej towarzyszącej mu gwiazdy, którą w 1862 zidentyfikowano jako białego karła Syriusza B. Dokładne dane na temat wielu układów podwójnych zebrane przez naukowców pokroju Wilhelma Struvego i Sherburne’a Wesleya Burnhama pozwoliły obliczać masy gwiazd na podstawie ich elementów orbitalnych. W 1889 Edward Pickering, badając występujące cyklicznie co 104 dni rozszczepienia linii spektralnych Mizara (ζ Ursae Majoris), odkrył pierwszą gwiazdę spektroskopowo podwójną.
W połowie XIX w. Gustav Kirchhoff opublikował prawo promieniowania cieplnego. Wynikało z niego, że Słońce promieniuje potężną ilość energii. Od tego czasu szukano źródła energii promieniowania słonecznego, a tym samym innych gwiazd. Rozważane koncepcje, jak reakcje chemiczne czy upadek asteroid na Słońce, nie były w stanie wyjaśnić tak dużej energii. Uznanie zyskała dopiero teoria Kelvina-Helmholtza uzyskiwania energii przez zapadanie grawitacyjne. Pomimo dawania zbyt małej ilości energii, by wyjaśnić funkcjonowanie, teoria ta przetrwała jako dominująca aż do początku XX w. Energia zapadania grawitacyjnego jest źródłem ciepła gwiazdy, zanim rozpoczną się w niej przemiany jądrowe, oraz podczas procesów zapadania.

### XX wiek

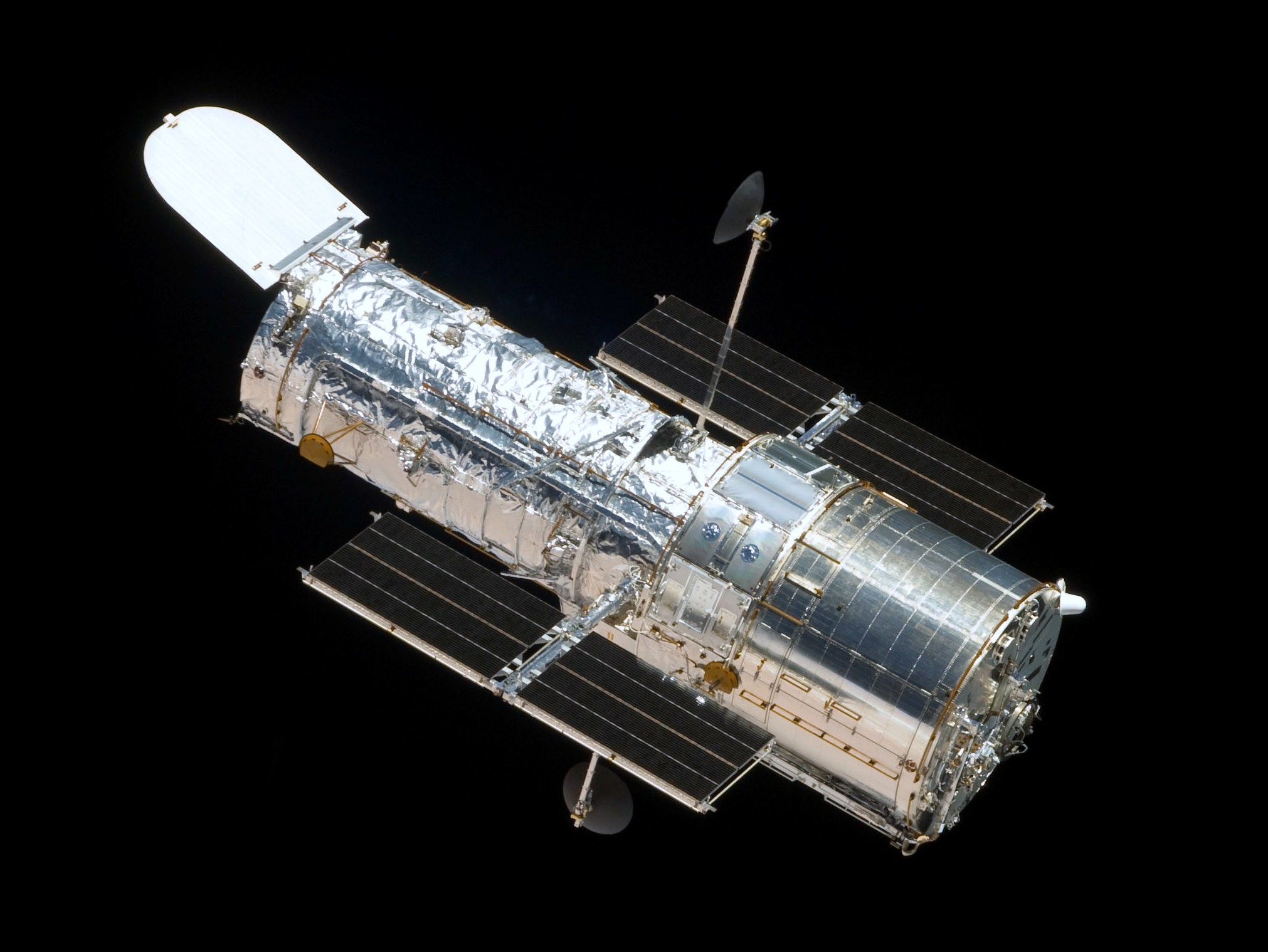
Obserwacje za pomocą Kosmicznego Teleskopu Hubble’a pozwoliły dokonać wielu odkryć, także w dziedzinie astronomii gwiazdowej (zdjęcie z pokładu promu Atlantis po zakończeniu STS-125, ostatniej przewidzianej dla niego misji serwisowej)

W XX wieku nastąpił znaczący rozwój astronomii, a niezwykle wartościowym narzędziem pomocnym w obserwacji gwiazd stała się fotografia. Karl Schwarzschild odkrył, że kolor gwiazdy, wskazujący na jej temperaturę efektywną, można ustalić na podstawie porównania jej widocznej wielkości gwiazdowej z wielkością zobrazowaną na zdjęciu. Istotny wzrost dokładności pomiarów wielkości gwiazdowych w różnych zakresach fal elektromagnetycznych przyniosło wynalezienie fotometru fotoelektrycznego. W 1921 Albert Abraham Michelson, używając znajdującego się w Mount Wilson Observatory teleskopu Hookera, jako pierwszy zastosował interferometrię do pomiaru średnicy gwiazdy.
W pierwszych dekadach XX wieku powstały także fizyczne modele zjawisk zachodzących w gwiazdach oraz procesu ich ewolucji. Do wzrostu dynamiki prowadzonych badań przyczyniło się opracowanie w 1913 przez Ejnara Hertzsprunga oraz niezależnie od niego Henry’ego Norrisa Russella diagramu Hertzsprunga-Russella. Postępy w rozwoju fizyki kwantowej pozwoliły na zrozumienie zjawiska powstawania spektrum, dzięki czemu możliwym stało się ustalanie składu chemicznego atmosfer gwiazd.
Najbardziej wyczerpujące katalogi gwiazd stworzono dla widocznej części Drogi Mlecznej, a postęp technologiczny pozwolił astronomom na obserwację pojedynczych gwiazd również w innych galaktykach należących do Grupy Lokalnej. Udało się także zaobserwować pewną liczbę pojedynczych gwiazd, w większości zmiennych cefeid, w położonej 100 milionów lat świetlnych od Ziemi, należącej do Gromady Panny galaktyce M100. W Supergromadzie Lokalnej można dostrzec gromady gwiazd, poza nią nie zaobserwowano ani pojedynczych gwiazd (z wyjątkiem supernowych), ani gromad, oprócz ledwo widocznej supergromady składającej się z setek tysięcy gwiazd, znajdującej się w odległości miliarda lat świetlnych – dziesięciokrotnie dalej niż najodleglejsza dotychczas zaobserwowana gromada.
Za początek współczesnej nauki o budowie i zachodzących w gwiazdach procesach uznaje się postawioną w 1920 roku przez Eddingtona hipotezę, że źródłem energii gwiazd jest fuzja jądrowa. W tym czasie pojawia się też wiele prac związanych ze zjawiskami fizycznymi zachodzącymi w gwiazdach. Dokładniejszy przebieg procesu fuzji przedstawili w 1929 roku Atkinson i Houtermans, po tym jak Gamow zaproponował zjawisko tunelowe.
Opisanie w latach 40. XX w. pierwotnej nukleosyntezy oraz rozwój wiedzy o reakcjach nuklearnych dały podstawy do zapoczątkowania od lat 50. XX w. szybkiego rozwoju teorii dotyczących tworzenia pierwiastków w gwiazdach. W połowie lat 50. wprowadzono pojęcie metaliczności gwiazdy. Rozwój komputerów umożliwił przeprowadzanie dokładniejszych symulacji ewolucji gwiazd. Prace nad nukleosyntezą i ewolucją gwiazd trwały jeszcze w latach 90. XX wieku.
Weryfikowanie modeli umożliwiło doskonalenie metod obserwacji, w tym umieszczanie przyrządów badawczych poza atmosferą, pozwalające na obserwowanie gwiazd w szerszym paśmie częstotliwości promieniowania elektromagnetycznego.
Ukoronowaniem rozwoju technik obserwacji było umieszczenie teleskopów na orbicie (na przykład Kosmiczny Teleskop Hubble’a).
Pod koniec XX wieku nasiliły się poszukiwania planet krążących wokół gwiazd innych niż Słońce. Współodkrywcą pierwszych takich obiektów był polski astronom, Aleksander Wolszczan. Stopniowo rozwijały się techniki poszukiwania tych planet. W czerwcu 2019 roku znanych było ponad 4000 egzoplanet.

## Nazewnictwo
Większość gwiazd identyfikuje się za pomocą numeru katalogowego, jedynie niewielka ich liczba, z reguły te najjaśniejsze, ma nazwy w pełnym znaczeniu tego słowa, najczęściej wywodzące się z łaciny lub języka arabskiego. Znaczna część tych nazw ma korzenie mityczne, obrazuje pozycję gwiazdy w konstelacji (na przykład arabska nazwa gwiazdy α Cygni – Deneb – oznacza ogon, co odzwierciedla jej pozycję w „ogonie” gwiazdozbioru Łabędzia) bądź też dotyczy czasu lub miejsca, w którym pojawia się ona na niebie w ciągu roku – na przykład Syriusza, którego nazwa pochodzi od greckiego słowa σείριος (séirios) oznaczającego „skwarny”, „ognisty”, starożytni Grecy kojarzyli z okresem największych letnich upałów, od 24 lipca do 26 sierpnia, kiedy to gwiazdę tę widać na niebie tuż przed wschodem Słońca, gdyż jest to okres pomiędzy jej heliakalnym wschodem a zachodem.
W początkach XVII wieku do nazywania gwiazd zaczęto używać konstelacji, w których obrębie się znajdują. W 1603 niemiecki astronom Johann Bayer opracował serię map nieba (zebraną w atlasie Uranometria), w której oznaczał każdą dostrzeżoną przez siebie gwiazdę w danym gwiazdozbiorze przy użyciu greckiej litery (α oznaczała z reguły gwiazdę najjaśniejszą), po której następował dopełniacz łacińskiej nazwy konstelacji. System ten, nazywany oznaczeniem Bayera, z powodu niewielkiej liczby liter alfabetu greckiego, okazał się niewystarczający dla konstelacji zawierających wiele gwiazd. Aby przezwyciężyć ten problem, po wyczerpaniu liter greckich Bayer zaczął stosować litery alfabetu łacińskiego, najpierw małe, a następnie wielkie.
W 1712 po raz pierwszy opublikowano dzieło brytyjskiego astronoma Johna Flamsteeda Historia coelestis Britannica, na którego potrzeby opracował katalog gwiazd, w którym posłużył się nowym systemem numeracji, opierającym się na rektascensji tych ciał niebieskich. Metodę tę nazwano oznaczeniem Flamsteeda lub numeracją Flamsteeda. Była ona bardzo podobna do oznaczenia Bayera, ale zamiast greckich liter używała liczb, a numer 1 nie oznaczał gwiazdy najjaśniejszej, lecz tę o najmniejszej rektascensji w danej konstelacji (jest to współrzędna astronomiczna stanowiąca odpowiednik długości geograficznej wyznaczanej na Ziemi). Z uwagi na precesję osi Ziemi oryginalne oznaczenia Flamsteeda w niektórych wypadkach straciły aktualność.
W XIX wieku zdecydowano, że do oznaczania nielicznych znanych wówczas gwiazd zmiennych stosowany będzie odrębny system oznaczeń. Gwiazdom przydzielano kolejne litery alfabetu łacińskiego, poczynając od R, a nie A, aby nie popaść w konflikt z oznaczeniem Bayera, po literze następował dopełniacz nazwy konstelacji. Autorem tej nomenklatury był niemiecki astronom Friedrich Wilhelm Argelander. Nie spodziewał się on, że gwiazdy zmienne występują we Wszechświecie tak powszechnie, że pozostałe w alfabecie dziewięć liter okaże się dalece niewystarczające. Po wyczerpaniu liter alfabetu następne gwiazdy zmienne otrzymywały oznaczenia składające się z dwóch liter, zaczynając od RR (przykładowe gwiazdy nazwane w tej konwencji to S Doradus czy RR Lyrae). Gwiazd zmiennych odkryto tak wiele, że w niektórych konstelacjach zaistniała konieczność użycia nowego systemu nazewnictwa, w którym po literze V (od słowa variable) następuje numer identyfikacyjny (335 albo większy, gdyż oznaczeń literowych jest 334) oraz łaciński dopełniacz konstelacji (np. V838 Monocerotis).
Wraz z postępem w astronomii, który poskutkował wdrażaniem coraz bardziej zaawansowanych instrumentów obserwacyjnych, stworzono nowe katalogi gwiazd, obejmujące na przykład te znajdujące się poza Drogą Mleczną, na ich potrzeby powstało wiele innych systemów nazewnictwa.
Zgodnie z prawem kosmicznym jedyną uznawaną przez międzynarodową społeczność naukową organizacją posiadającą kompetencje do nazywania gwiazd oraz innych ciał niebieskich jest Międzynarodowa Unia Astronomiczna. Szereg prywatnych instytucji oferuje możliwość zakupu nazwy gwiazdy, jednak MUA stanowczo odcina się od tego typu praktyk, a nadane odpłatnie nazwy nie są brane przez nią pod uwagę.

## Jednostki miar
Wartości wielkości opisujących gwiazdy wyraża się w jednostkach układu SI, stosuje się też odniesienie do Słońca, niektóre z nich zostały zdefiniowane przez IAU:
| masy Słońca:      | {\displaystyle M_{\odot }=1{,}988\times 10^{30}{\text{ kg}}} |
| jasności Słońca:  | {\displaystyle L_{\odot }=3{,}828\times 10^{26}{\text{ W}}}  |
| promienia Słońca: | {\displaystyle R_{\odot }=6{,}957\times 10^{8}{\text{ m}}}   |

## Ewolucja

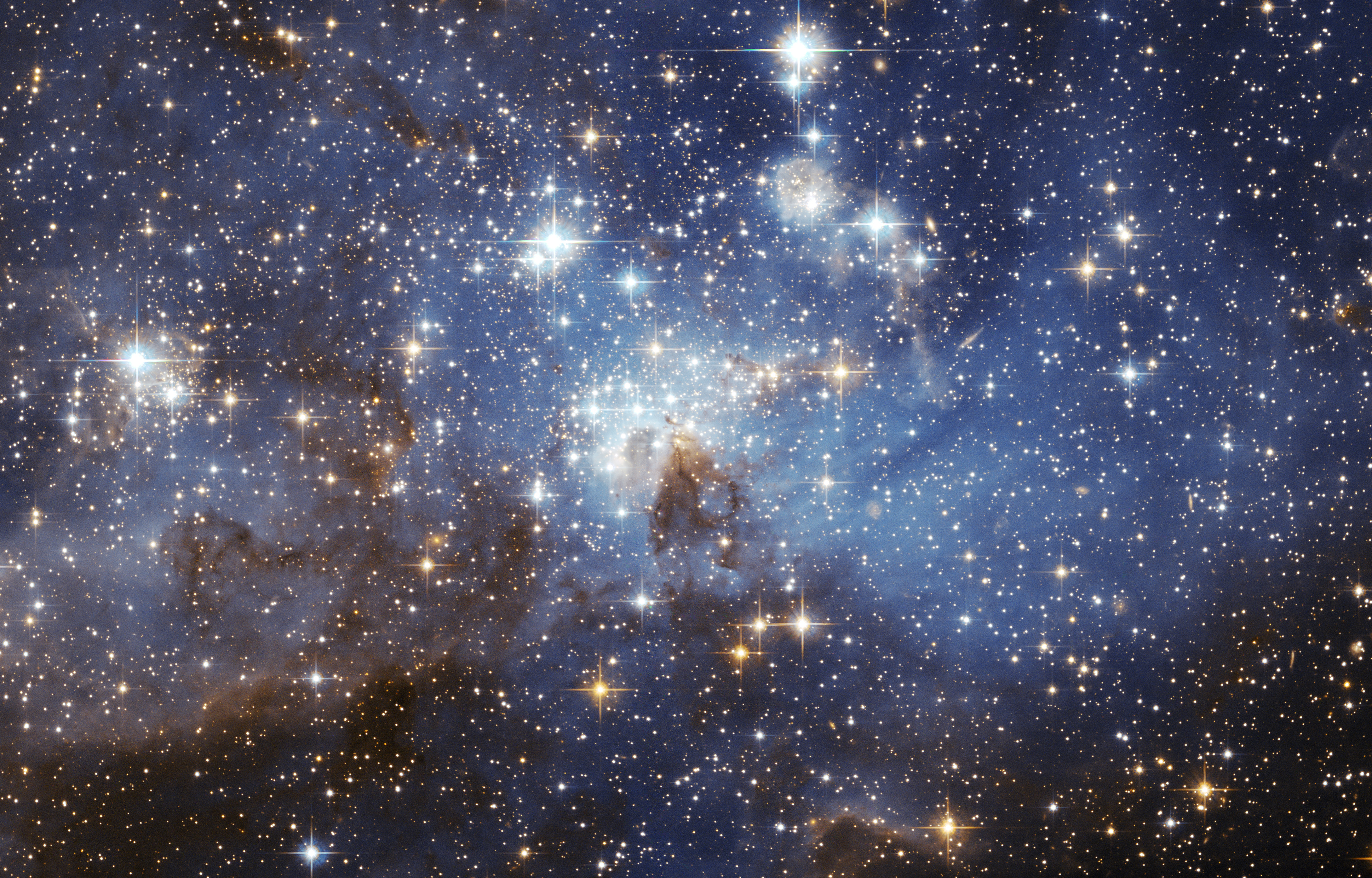
Obłok molekularny LH 95 – jeden z obszarów gwiazdotwórczych w Wielkim Obłoku Magellana

Termin „ewolucja gwiazd” odnosi się do zmian, które zachodzą w gwieździe podczas jej istnienia. Bywają one bardzo wyraźne i mogą dotyczyć wielu jej parametrów, w szczególności jasności i temperatury. Z uwagi na bardzo długi czas trwania procesu ewolucji gwiazd (rzędu milionów lub miliardów lat) człowiek nie może obserwować całego jego przebiegu w jednej gwieździe, w związku z czym wiedzę o nim czerpie się z badań wielu gwiazd znajdujących się na różnych etapach rozwoju i tworzy modele fizyczne odzwierciedlające wyniki obserwacji. Każda gwiazda ewoluuje w sposób zależny przede wszystkim od jej masy początkowej – im gwiazda masywniejsza, tym jej cykl życia krótszy. W układach podwójnych kontaktowych na proces ewolucji wpływa także przepływ materii pomiędzy towarzyszącymi sobie gwiazdami.

### Powstanie
Gwiazdy powstają w obłokach molekularnych. Proces powstawania gwiazdy inicjuje pojawienie się w obłoku molekularnym niestabilności grawitacyjnej, spowodowanej często zderzeniem galaktyk (w wyniku którego może powstać galaktyka gwiazdotwórcza) lub falą uderzeniową pochodzącą z eksplozji supernowej. Gdy region obłoku osiągnie gęstość spełniającą warunki niestabilności Jeansa, zaczyna się proces jego zapadania grawitacyjnego.
W miarę kontrakcji obłoku skupiska zagęszczonego pyłu i gazu stopniowo formują struktury zwane globulami Boka. Wraz z postępującym zasilaniem globuli materią akreującą na pierwotną kondensację centralną i idącym za tym wzrostem jej gęstości energia grawitacji zamienia się w ciepło, powodując wzrost temperatury ośrodka. Gdy taka ciemna mgławica ponownie osiągnie stan zbliżony do równowagi hydrostatycznej, w jej centrum formuje się protogwiazda, często otoczona przez dysk protoplanetarny, odpowiedzialny za dalszy przyrost jej masy oraz powstanie okrążających ją niekiedy planet. Czas potrzebny na zajście tego procesu wynosi maksymalnie 10 milionów lat.
Dalszy przebieg wypadków zależy od masy, którą protogwiazda zdołała zgromadzić. Jeżeli jest to mniej niż 0,08 M☉ nie dochodzi w niej do zapłonu reakcji jądrowych, nie staje się gwiazdą, a brązowym karłem. Większe protogwiazdy przechodzą przez stadium przejściowe przed ciągiem głównym, w którym otacza je dysk protoplanetarny, ulegający akrecji i rozproszeniu, a źródłem energii protogwiazdy jest zapadanie grawitacyjne. Dla gwiazd o masie przekraczającej 8 M☉ stadium przed ciągiem głównym nie daje się obserwować, gdyż ewoluują one bardzo szybko i wyłaniają się z chmury otaczającej je materii już jako gwiazdy ciągu głównego. Przebieg tej fazy rozwoju dużych gwiazd nie został do tej pory jednoznacznie wyjaśniony.
We wczesnym stadium swojego istnienia gwiazdy o masie nieprzekraczającej 2 M☉ klasyfikowane są jako typ T Tauri lub FU Orionis, te o większej (2–8 M☉) zaś jako typ Herbig Ae/Be. Nowo narodzone, wciąż zapadające się gwiazdy emitują wzdłuż swoich osi obrotu gazowe dżety, które mogą redukować ich moment pędu oraz tworzyć niewielkie mgławicopodobne obszary aktywne – obiekty Herbiga-Haro. Dżety, przy współudziale promieniowania sąsiednich wielkich gwiazd, mogą przyczyniać się do rozproszenia obłoku, w którym gwiazda powstała.

### Ciąg główny

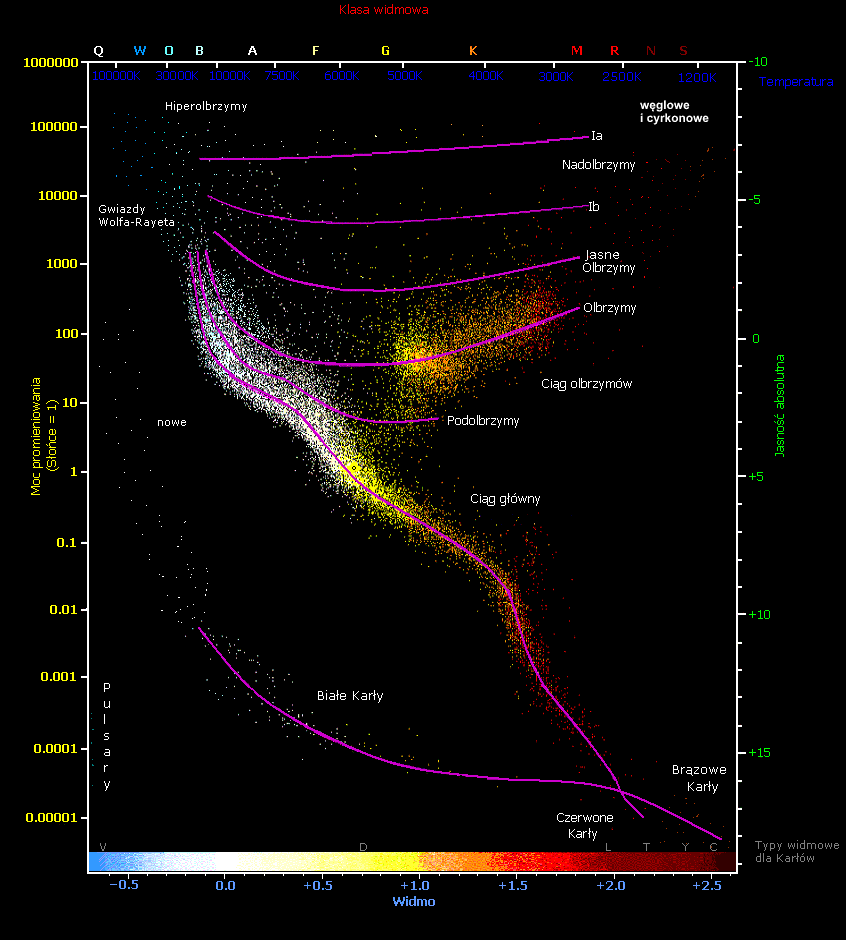
Diagram Hertzsprunga-Russella

W 70–90% swego istnienia gwiazda łączy wodór w hel na drodze zachodzących w jądrze reakcji termonuklearnych. Gwiazdy takie układają się na diagramie Hertzsprunga-Russella w ciąg główny i zaliczane są do karłów.
Efektem syntezy helu w jądrze jest dostarczanie gwieździe dużej ilości energii, którą gwiazda wypromieniowuje w przestrzeń kosmiczną. Jednocześnie zmniejsza się liczba cząstek, dlatego, by utrzymać ciśnienie, następuje napływ nowych cząstek do jądra gwiazdy. Wzrasta masa jądra, co zwiększa przyspieszenie grawitacyjne, zwiększając ciśnienie i temperaturę, w konsekwencji rośnie szybkość fuzji w gwieździe. Wzrost wydzielania energii wywołuje zwiększenie jasności gwiazdy, która odbywa się głównie poprzez zwiększenie rozmiarów gwiazdy. Szacuje się, że Słońce, odkąd weszło na ciąg główny 4,6 miliarda lat temu, przybrało na jasności około 40%.
Odpływ materii z gwiazdy będącej w ciągu głównym, wywołany wiatrem gwiazdowym, zależy od masy gwiazdy i jest pomijalny dla gwiazd o niezbyt dużej masie. Przykładowo Słońce przez cały czas przebywania w ciągu głównym utraci w wyniku wiatru gwiazdowego 0,01% swojej masy. Wielkie gwiazdy tracą przez wiatr gwiazdowy więcej masy. Przykładowo gwiazda o masie początkowej powyżej 50 M☉ może podczas przebywania na ciągu głównym utracić w ten sposób ponad połowę swojej masy.
Czas, jaki gwiazda spędzi na ciągu głównym, zależy w przeważającym stopniu od ilości paliwa, jakim dysponuje, oraz tempa przebiegu procesu jego zużycia, które także zależy od masy gwiazdy. Szacuje się, że w wypadku Słońca ten etap życia trwa 10 miliardów lat. Masywniejsze gwiazdy zużywają swoje paliwo szybciej, z tego powodu żyją znacznie krócej; małe z kolei, zwane czerwonymi karłami, zużywają je bardzo powoli i mogą trwać dziesiątki, a nawet setki miliardów lat. Według obowiązujących teorii wszystkie gwiazdy o masach początkowych mniejszych od 0,8 M☉ niezależnie od tego, kiedy powstały, nie wyszły jeszcze z ciągu głównego (albo jeszcze nań nie weszły).
Oprócz masy początkowej na ewolucję gwiazdy wpływ ma także ilość wchodzących w jej skład pierwiastków cięższych od helu, która oddziałuje na to, w jakim czasie gwiazda zużyje swoje paliwo, wpływa na jej pole magnetyczne oraz determinuje siłę wiatru gwiazdowego.
Pobyt gwiazdy na ciągu głównym dobiega końca wraz z wyczerpaniem wodoru w jądrze, zamienionego w hel. Dalszy przebieg ewolucji gwiazdy zależy od jej masy.

### Ewolucja po ciągu głównym
Gwiazdy o masie początkowej większej niż 0,4 M☉, kończąc przebywanie na ciągu głównym, zbudowane są z jądra helowego oraz otoczki z materii, z której powstała gwiazda. W opisie dotychczasowego stanu gwiazdy dobrym przybliżeniem było przyjęcie, że ciśnienie wewnętrzne wytwarzane jest przez cząsteczki plazmy zgodnie z równaniem gazu doskonałego. Po opuszczeniu przez gwiazdę ciągu głównego gęstość i temperatura w jądrze gwiazdy tak rosną, że trzeba uwzględnić ograniczenie w zwiększaniu gęstości w wyniku degeneracji elektronów oraz ciśnienie promieniowania. Aby opisać ewolucję po sekwencji głównej, przydatne jest dokonanie podziału gwiazd w oparciu o masę na gwiazdy o bardzo małej, małej, średniej i dużej masie.

#### Gwiazdy o bardzo małej masie
W najmniejszych gwiazdach (0,08–0,4 M☉) przetwarzanie wodoru w hel jest powolne. Temperatura nawet w jądrze nie wystarcza, by wytworzona energia (choć mała) była przenoszona tylko przez promieniowanie. W całej gwieździe zachodzi konwekcja, przenosząc wodór z zewnętrznych obszarów do jądra. Z tego względu gwiazda nie nabywa budowy warstwowej – wodór z całej jej objętości może zostać spalony w jądrze. Zależność ilości wytwarzanego ciepła od masy gwiazdy sprawia, że od tego parametru zależy jej dalsza ewolucja. W jądrze najmniejszych gwiazd temperatura i gęstość ledwo wystarczają na przebieg fuzji wodoru w hel – taka gwiazda pozostaje w ciągu głównym. Nieco większe zwiększają stopniowo temperaturę powierzchniową i na krótko zyskują barwę niebieską, po czym stopniowo kurczą się, aż staną się białymi karłami. Najmasywniejsze mogą wejść w stadium olbrzyma, zwiększając jasność bez zwiększania temperatury powierzchni oraz osiągając rozmiary i temperaturę podobną do Słońca. Czas życia tych gwiazd jest dłuższy niż obecny wiek Wszechświata, toteż żadna z gwiazd nie osiągnęła jeszcze tego stadium ewolucji.

#### Gwiazdy o małej masie
W gwiazdach o masie 0,8 M☉ do około 2 M☉, po sekwencji głównej, elektrony w helowym jądrze są częściowo zdegenerowane, fuzja wodoru w hel zachodzi w cienkiej warstwie wokół jądra. Intensywność wydzielania energii rośnie, wzrasta jasność gwiazdy. Jądro helowe rozrasta się, dochodzi w nim do całkowitej degeneracji elektronów, ograniczającej zapadanie się jądra. Zewnętrznie gwiazda przechodzi przez fazę podolbrzyma i rozrasta się do czerwonego olbrzyma. Na tym etapie jasność, promień i inne parametry gwiazdy nie zależą od masy gwiazdy, ale od masy helowego rdzenia. Gdy helowy rdzeń osiągnie masę około 0,45 M☉ i temperaturę 100 mln K następuje gwałtowna fuzja helu w węgiel określana jako błysk helowy. Energia generowana przez reakcję 3α powoduje wzrost energii plazmy, czyli jej temperatury, elektrony przestają być zdegenerowane, dlatego ekspansja jądra jest znikoma. Duża energia wytworzona w centrum gwiazdy sprawia, że staje się ono konwektywne, zatem energia uwalniana w błysku helowym jest transportowana do krawędzi rdzenia, gdzie jest pochłaniana przez ekspansję otaczających niezdegenerowanych warstw. Energia błysku nie dociera do powierzchni gwiazdy. Zmniejsza się szybkość spalania wodoru w powłoce, co skutkuje zmniejszeniem jasności gwiazdy i wzrostem jej temperatury powierzchniowej, gwiazda przechodzi do tzw. ramienia poziomego. Po powrocie do stanu równowagi gwiazda spala hel w powłoce wokół jądra oraz wodór w cienkiej zewnętrznej powłoce, jej jasność rośnie i wraca na gałąź olbrzymów, jest określana jako gwiazda AGB. Spalanie helu i wodoru w cienkich warstwach jest niestabilne, niektóre gwiazdy tego typu drgają, zmieniając cyklicznie jasność, są one zaliczane do Cefeid. Gwiazda na tym etapie traci w dużym tempie zewnętrzne powłoki. Po wypaleniu helu i rozwianiu wodoru z atmosfery zwiększa się temperatura powierzchni gwiazdy i przechodzi ona do ostatnich etapów swego życia.
Szacuje się, że Słońce za około 5 miliardów lat osiągnie ten właśnie etap rozwoju, w którego trakcie po kolejnych 2–3 miliardach lat powiększy się, sięgając orbity Ziemi.

#### Gwiazdy o średniej masie
W większych gwiazdach, o masie do około 8 M☉ po wyczerpaniu wodoru w jądrze ustaje w nim fuzja wodoru w hel, ale zachodzi w powłoce wokół jądra. Przeciętna gwiazda w tej grupie o masie 5 M⊙ ma jądro helowe o masie 0,4 M⊙, nie wystarcza to do zapłonu helu. Gwiazda przechodzi szybkie zmiany, temperatura jądra jest wystarczająca, by nie doszło do degeneracji elektronów, jądro kurczy się, fuzja w powłoce dostarcza coraz więcej mocy, zewnętrzne warstwy rozszerzają się, co przenosi gwiazdę do gałęzi olbrzymów. Gdy helowe jądro osiągnie odpowiednią masę, rozpoczyna się synteza helu w węgiel, a węgla w tlen. Zapłon nie jest gwałtowny, jak dla gwiazd o zdegenerowanym jądrze, ale zmiany w strukturze gwiazdy są podobne, gwiazda zapada się, a jej temperatura powierzchniowa rośnie, na pewien czas gwiazda przechodzi do gałęzi błękitnych olbrzymów. Gdy hel w jądrze zostanie zużyty, synteza jest kontynuowana w powłoce wokół węglowo-tlenowego centrum. Ewolucja gwiazdy przebiega dalej analogicznie jak dla gwiazd o mniejszej masie, do fazy czerwonego olbrzyma.

#### Duże gwiazdy
Wielkie gwiazdy (o masie przynajmniej 8 M☉) podczas fazy przekształcania helu w węgiel rozszerzają się, tworząc czerwone nadolbrzymy. Po wyczerpaniu helu w jądrze mogą one przeprowadzać tam fuzję cięższych pierwiastków.
Aby do tego doszło, jądro stopniowo kurczy się, a rosnące w nim temperatura oraz ciśnienie powodują w końcu „zapłon” węgla. Analogiczny proces zachodzi następnie dla neonu, tlenu oraz krzemu. Pod koniec życia gwiazdy reakcje termojądrowe mogą zachodzić w serii tworzących jej wnętrze powłok przypominających łupiny cebuli. Każda powłoka spala wtedy inny pierwiastek, w najbardziej zewnętrznej jest to wodór, w następnej hel i tak dalej. Wyższe warstwy są chronione przed zapadnięciem się przez ciepło i promieniowanie pochodzące z warstw niższych, w których reakcje zachodzą, w miarę zbliżania się do jądra, coraz intensywniej.
Gdy w czerwonym nadolbrzymie nastąpi spowolnienie reakcji jądrowych, może wejść w fazę nazywaną błękitnym nadolbrzymem. Przed osiągnięciem tego stadium gwiazda przechodzi przejściowy etap żółtego nadolbrzyma, charakteryzujący się pośrednimi rozmiarami oraz temperaturą.
Końcowy etap życia takiej gwiazdy nadchodzi z chwilą, gdy zaczyna ona produkować radioaktywny izotop niklu 56Ni, rozpadający się szybko do kobaltu 56Co i ostatecznie do trwałego izotopu żelaza 56Fe. Ponieważ jądro atomowe żelaza ma jedną z najwyższych energii wiązania, proces jego fuzji nie uwalniałby energii, lecz ją zużywał. Stąd w zaawansowanych wiekiem wielkich gwiazdach postępuje proces akumulacji w centrum nieaktywnego żelaza, zdolnego przeciwstawić się zapadaniu dzięki ciśnieniu zdegenerowanych elektronów.
Największe gwiazdy (większe niż 30 M☉) po przejściu niestabilnej fazy jasnej błękitnej gwiazdy zmiennej przeobrażają się w gwiazdy Wolfa-Rayeta, których zewnętrzne warstwy atmosfery rozdziera potężny wiatr gwiazdowy, powodujący znaczny ubytek masy.

### Śmierć gwiazdy
Gdy gwiazda wyczerpie zapas paliwa, ciśnienie wywierane przez jej jądro przestaje wystarczać do podtrzymania jej zewnętrznych warstw. W efekcie jądro zapada się pod własnym ciężarem z olbrzymią (rzędu 70 000 km/s, czyli 0,23c) prędkością, a zewnętrzne warstwy gwiazdy wyrzucane są w przestrzeń w mniej lub bardziej gwałtowny sposób. Po jądrze pozostaje obiekt o wielkiej gęstości zbudowany z materii zdegenerowanej, jego typ zależy od początkowej masy gwiazdy.

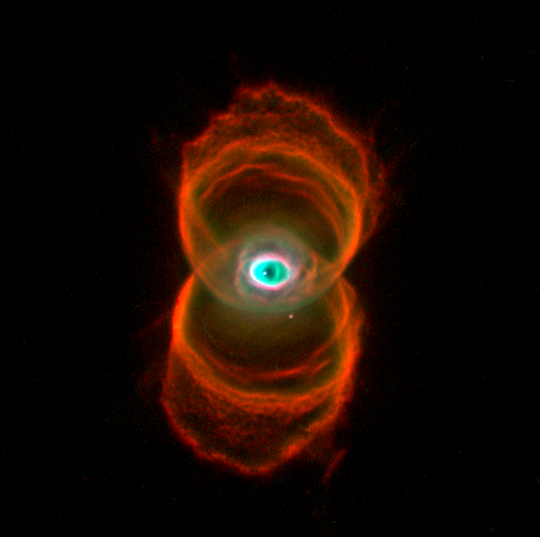
Młoda mgławica planetarna „Klepsydra”

Jeżeli zawierała się ona pomiędzy 0,08–8 M☉ po śmierci gwiazdy pozostanie po niej biały karzeł, obiekt o stosunkowo niewielkim rozmiarze (zbliżonym do Ziemi) i masie mniejszej lub równej granicy Chandrasekhara (1,44 M☉). Biały karzeł ma początkowo bardzo wysoką temperaturę powierzchni, która z czasem obniża się na skutek jego oddziaływania z otoczeniem, docelowo stygnie on zupełnie i przeobraża się w czarnego karła. Jak do tej pory nie zaobserwowano żadnych czarnych karłów, ponieważ, jak przypuszczają astronomowie, czas potrzebny na ich powstanie jest dużo dłuższy od obecnego wieku Wszechświata.
Gwiazda o masie początkowej z przedziału 0,08–0,4 M☉ staje się białym karłem stopniowo, bez żadnych przejściowych gwałtownych etapów. Jeżeli jednak jest cięższa od 0,4 M☉ (lecz lżejsza od 8 M☉), zanim przeobrazi się w białego karła, traci zewnętrzne powłoki, dające początek mgławicy planetarnej.
W gwiazdach o masie przekraczającej 8 M☉ zachodzące w nich reakcje termonuklearne pozwalają jądru na osiągnięcie masy przekraczającej granicę Chandrasekhara. Gdy po przekroczeniu tej granicy w gwieździe ustaną reakcje jądrowe, jądro nie jest w stanie utrzymać własnego ciężaru i gwałtownie się zapada. Dzieje się tak dlatego, że w obecnych w nim atomach elektrony zostają wepchnięte w protony, tworząc neutrony oraz neutrina na drodze gwałtownej reakcji wychwytu elektronów (zwanej także odwrotnym rozpadem beta). Powstała podczas nagłego zapadnięcia się jądra fala uderzeniowa powoduje rozsadzenie pozostałej materii gwiazdy przez potężną eksplozję – supernową. Supernowe są tak jasne, że mogą na krótko przewyższyć blaskiem całą swą macierzystą galaktykę. Gdy w przeszłości obserwowano gołym okiem tego rodzaju wydarzenia zachodzące w Drodze Mlecznej, uważano je za „nowe gwiazdy”, gdyż pojawiały się tam, gdzie do tej pory niczego nie dawało się dostrzec.
Olbrzymia energia wyzwalana w takiej eksplozji pozwala na fuzję dotychczasowych produktów gwiezdnej nukleosyntezy w jeszcze cięższe pierwiastki, proces ten zwany jest nukleosyntezą w supernowych. Wyrzucona w przestrzeń materia składowa gwiazdy stanowi tak zwaną pozostałość po supernowej (przybiera ona formę mgławicy podobnej na przykład do Mgławicy Kraba), jądro zaś przeobraża się w gwiazdę neutronową (która czasem przybiera postać pulsaru, bersteru rentgenowskiego bądź magnetara).
Gdy gwiazda jest tak wielka, że jądro przekracza 3,8 M☉ (granicę Tolmana-Oppenheimera-Volkoffa), nie istnieje żadna siła zdolna przeciwstawić się kolapsowi grawitacyjnemu i jądro zapada się do objętości o promieniu mniejszym niż jego promień Schwarzschilda, tworząc czarną dziurę. W wypadku większych gwiazd (cechujących się masą powyżej 50 M☉) proces ten może przebiegać bez wybuchu supernowej, gdyż impet zapadania się jądra jest tak ogromny, że fala uderzeniowa nie powstaje.
W gwieździe neutronowej materia istnieje w stanie plazmy neutronowej, a w jej jądrze być może występuje także materia dziwna. Stan materii wewnątrz czarnej dziury pozostaje jak na razie nieznany.
Największe gwiazdy, o masach większych niż 140 M☉ mogą kończyć życie jeszcze przed wyczerpaniem paliwa na skutek eksplozji typu pair-instability, w wyniku których po gwieździe nie pozostaje żaden trwały obiekt, a cała jej materia jest rozrzucana w przestrzeni.
Przepływ materii wywoływany supernowymi oraz wiatrem gwiazdowym wielkich gwiazd odgrywa znaczącą rolę w kształtowaniu przestrzeni międzygwiazdowej. W skład odrzuconej przez umierającą gwiazdę materii wchodzą między innymi ciężkie pierwiastki, które mogą ponownie wejść w skład nowo formowanych gwiazd, przy ich udziale powstają również planety skaliste.

## Rozmieszczenie

M81 – przykład galaktyki spiralnej z poprzeczką

Gwiazdy stanowią jedną z podstawowych form występowania materii we Wszechświecie. Nie są w nim rozmieszczone równomiernie, lecz z reguły tworzą, wraz z obłokami międzygalaktycznego pyłu i gazu, wielkie skupiska – galaktyki. Szacuje się, że w obserwowalnym Wszechświecie galaktyk jest więcej niż 100 miliardów (1011), a typowa zawiera setki miliardów gwiazd. Na podstawie tych oszacowań astronomowie ocenili liczbę gwiazd w obserwowalnym Wszechświecie na przynajmniej 70 tryliardów (7×1022), jednak według opublikowanych w 2010 badań ich całkowita liczba może być nawet czterokrotnie większa i wynosić 300 tryliardów (3×1023).
W powszechnym wyobrażeniu dominuje pogląd, jakoby gwiazdy istniały jedynie w galaktykach, jednak odkryto je także w przestrzeni międzygalaktycznej. Zaobserwowano także szereg gwiazd znajdujących się co prawda w Drodze Mlecznej, lecz poruszających się z dostatecznie dużą prędkością, aby ją opuścić. Są to tak zwane gwiazdy hiperprędkościowe.

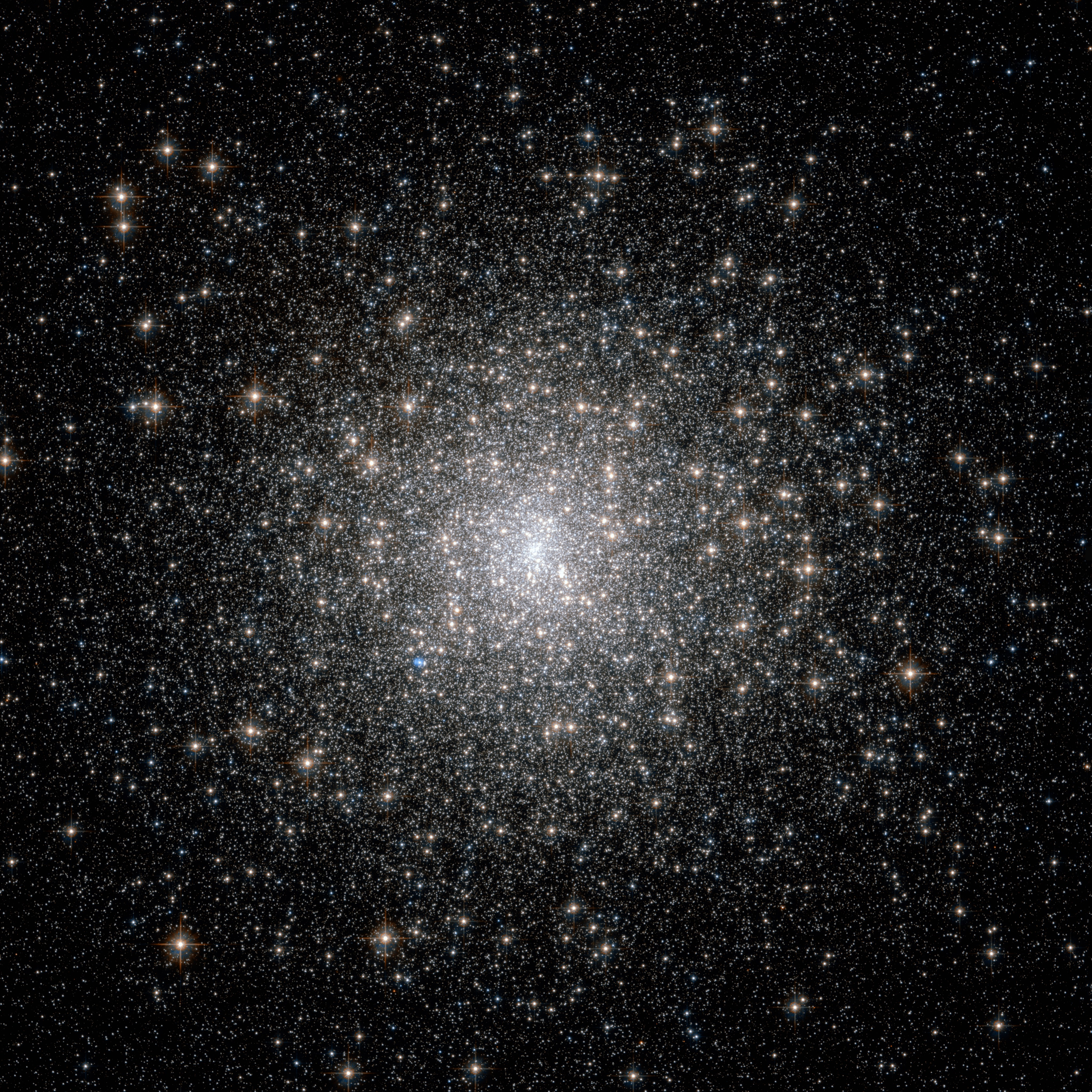
M15 – gromada kulista położona w gwiazdozbiorze Pegaza

Oprócz pojedynczych gwiazd napotkać można także układy wieloskładnikowe, zawierające dwie lub więcej powiązanych grawitacyjnie, wzajemnie okrążających się gwiazd. Najpowszechniej występują układy podwójne, zdarzają się jednak także systemy trój- i więcej składnikowe. Z uwagi na prawa stabilności orbit mają one z reguły strukturę hierarchiczną, w której układy podwójne okrążają się wzajemnie w różnych konfiguracjach. Większe skupiska, nazywane gromadami, mogą przybierać formę zarówno luźnych, zawierających kilka asocjacji gwiazdowych, jak i potężnych gromad kulistych, skupiających ich setki tysięcy lub nawet dziesiątki milionów, jak na przykład gromada omega Centauri.
Przez długi czas sądzono, że większość gwiazd jest grawitacyjnie powiązana w różne układy z innymi. Jest to twierdzenie prawdziwe dla wielkich gwiazd klas O oraz B, w wypadku których nawet 80% systemów jest wielokrotnych. Im jednak gwiazdy mniejsze, tym frakcja ta maleje, zaledwie 25% czerwonych karłów ma towarzyszy. Jako że stanowią one 85% gwiazd w Drodze Mlecznej, to większość z nich najprawdopodobniej porusza się w przestrzeni samotnie.
Najbliższą Ziemi, z wyłączeniem Słońca, gwiazdą jest Proxima Centauri, znajdująca się 4,2 roku świetlnego (39,9 biliona kilometrów) od Ziemi. Pomimo bliskości nie da się jej dostrzec gołym okiem. Jej światło potrzebuje 4,2 roku, aby dotrzeć do Ziemi, podróż do niej z prędkością orbitującego promu kosmicznego (8 km/s) trwałaby 150 000 lat. Tego rzędu dystanse są typowe wewnątrz dysku galaktycznego, a także w sąsiedztwie Układu Słonecznego. W pobliżu centrów galaktyk i w gromadach kulistych gwiazdy mogą znajdować się znacznie bliżej siebie, w obrębie galaktycznego halo zaś znacznie dalej.
Z uwagi na duże odległości pomiędzy gwiazdami poza jądrem galaktyki kolizje pomiędzy nimi uważa się za rzadkie zjawisko. W zagęszczonych regionach, takich jak jądra galaktyk lub gromad kulistych, do kolizji może dochodzić częściej. W wyniku takich zderzeń mogą powstawać tak zwani błękitni maruderzy. Są to gwiazdy o wyższej temperaturze powierzchni od innych gwiazd ciągu głównego o tej samej jasności znajdujących się w gromadzie.

## Charakterystyki

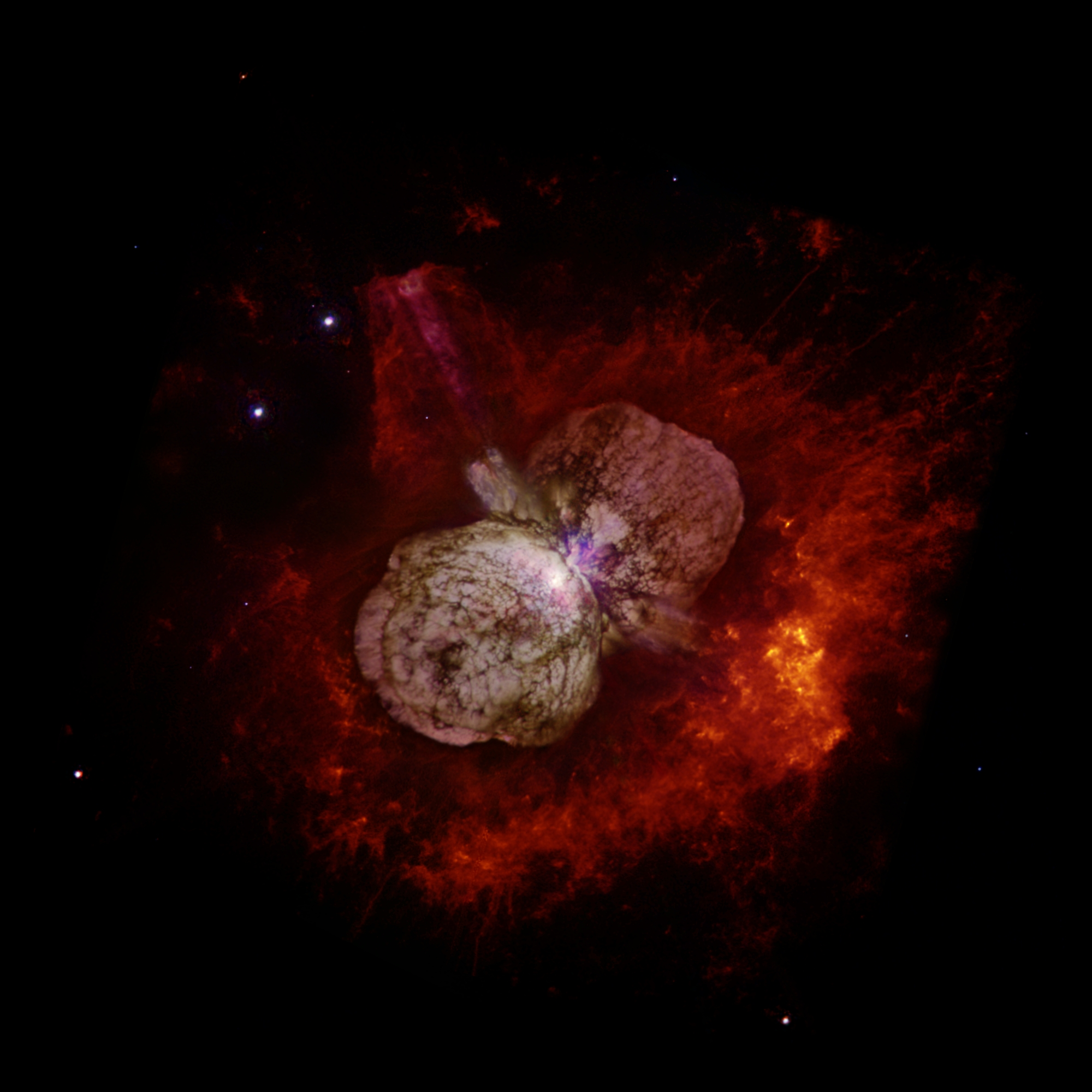
Eta Carinae, hiperolbrzym o masie przewyższającej 100 M_{☉} otoczony mgławicą emisyjną Homunkulus, utworzoną z materii odrzuconej przez gwiazdę

### Populacje
Wyróżnia się trzy populacje gwiazd: najmłodsze należą do pierwszej, starsze do drugiej, a hipotetycznie wyróżniane najstarsze do trzeciej. Żadnego z obserwowanych obiektów nie zaklasyfikowano do III populacji – gwiazdy tej populacji żyły bardzo krótko, a ich światło jest tak słabe (z powodu ogromnej odległości od Ziemi), że nawet największe teleskopy nie mogą go zarejestrować.

### Skład chemiczny
Gwiazdy współcześnie formujące się w Drodze Mlecznej składają się w około 71% z wodoru i w 27% z helu, pozostały ułamek stanowi niewielka domieszka cięższych pierwiastków, takich jak tlen czy węgiel. Zawartość pierwiastków cięższych od helu (metali w rozumieniu astronomicznym) w gwieździe względem ich zawartości w Słońcu nazywa się metalicznością; ustala się zwykle zawartość jedynie żelaza. O zawartości cięższych pierwiastków w gwieździe wnioskuje się na podstawie zawartości żelaza w jej atmosferze, gdyż jest ono powszechnie występującym pierwiastkiem, a jego linie spektralne stosunkowo łatwo wyodrębnić. Wyniki pomiarów składu chemicznego gwiazd można wykorzystać przy określaniu ich wieku, gdyż obłoki molekularne, w których powstają, są ciągle wzbogacane w cięższe pierwiastki przez materię odrzucaną przez umierające gwiazdy, na przykład podczas eksplozji supernowych. Gwiazdy II populacji składają się z około 75% wodoru, 25% helu oraz bardzo małego (<0,1%) odsetka metali. W gwiazdach I populacji udział metali rośnie do około 2–3%, a frakcje wodoru i helu wynoszą odpowiednio 70–75% i 24–27%; większa metaliczność młodszych gwiazd wynika z innego składu obłoków molekularnych, z których się uformowały – obłoki z czasem wzbogaca coraz więcej metali pochodzących z gwiazd, które kończąc swe życie uwalniają je w przestrzeń kosmiczną. Metaliczność gwiazdy wpływa na czas jej pobytu na ciągu głównym, intensywność pola magnetycznego oraz siłę wiatru gwiazdowego. Frakcja cięższych pierwiastków w gwieździe może również wskazywać prawdopodobieństwo posiadania przez nią systemu planetarnego.
Gwiazda o najmniejszej zmierzonej zawartości żelaza, karzeł HE1327-2326, zawiera jedynie 1/200 000 zawartości pierwiastka w Słońcu, natomiast bogate w żelazo μ Leonis oraz 14 Herculis (ma system planetarny – okrąża ją planeta 14 Herculis b) zgromadziły odpowiednio dwukrotnie oraz trzykrotnie tyle żelaza co Słońce. Istnieją także gwiazdy o wysokiej zawartości w ich spektrach szczególnych pierwiastków, najczęściej chromu oraz metali ziem rzadkich.

### Masa
Praktycznie wszystkie cechy gwiazdy, takie jak na przykład jasność czy wielkość, a także przebieg jej ewolucji, długość życia i sposób jego zakończenia zależą od jej masy początkowej.
Masę gwiazdy można zmierzyć bezpośrednio w układach podwójnych, korzystając z praw Keplera i mechaniki newtonowskiej. Do jej ustalenia da się również zastosować techniki wykorzystujące zjawisko mikrosoczewkowania grawitacyjnego.
Masy gwiazd zawierają się w przybliżeniu w przedziale od 1,5913 × 1029 do 3,9782 × 1032 kg, co w jednostkach masy Słońca oznacza zakres od 0,08 do 200 M☉.
AB Doradus C, towarzysz AB Doradus A, z masą zaledwie 93 razy większą od Jowisza, jest najmniejszą znaną gwiazdą, w której zachodzą reakcje jądrowe. Dla gwiazd o metaliczności zbliżonej do Słońca teoretyczne minimum masy pozwalające na prowadzenie fuzji szacuje się na 75 mas Jowisza. Niedawne badania najsłabszych gwiazd wykazały, że gdy metaliczność jest bardzo mała, minimalna masa wynosi około 8,3% masy Słońca lub 87 mas Jowisza. Mniejsze obiekty, zwane brązowymi karłami, znajdują się w słabo obecnie zdefiniowanej strefie pomiędzy gwiazdami a gazowymi olbrzymami – są zbyt małe, aby zachodziły w nich reakcje jądrowe, jednak wciąż o wiele większe od największych znanych planet.
Jedną z najbardziej masywnych gwiazd jest Eta Carinae, hiperolbrzym o masie około 100-150 razy większej od Słońca, czas jego dotychczasowego życia jest bardzo krótki, wynosi co najwyżej kilka milionów lat. Wyniki badań Gromady Arches sugerują, że maksymalna masa gwiazdy może na obecnym etapie ewolucji Wszechświata wynosić co najwyżej około 150 M☉ Powody istnienia tego ograniczenia nie zostały jak dotąd w pełni wyjaśnione, naukowcy uważają, że pewną rolę odgrywa w nim metaliczność gwiazdy oraz, w większym stopniu, jasność Eddingtona, definiująca maksymalną ilość energii, jaką gwiazda może wypromieniować przez atmosferę bez wyrzucania jej materii składowej w przestrzeń. Poprawność tego modelu podały jednak w wątpliwość pomiary masy gwiazdy R136a1, znajdującej się w gromadzie R136 w Wielkim Obłoku Magellana, oceniono ją na 265 M☉.
Przypuszcza się, że gwiazdy III populacji mogły mieć masy sięgające nawet 300 M☉, z powodu odmiennego składu chemicznego – nie zawierały pierwiastków cięższych od litu.

### Rozmiary

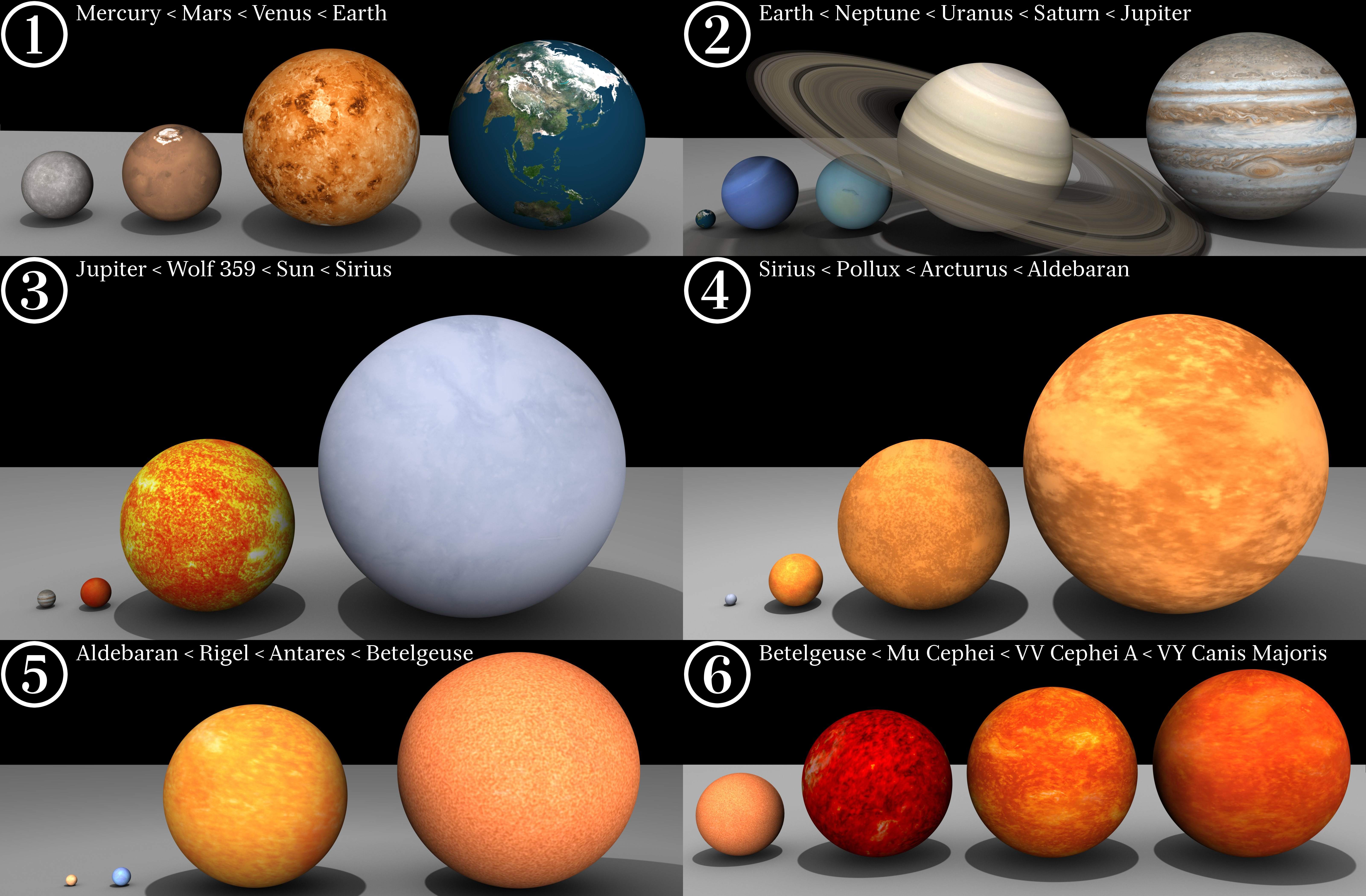
Porównanie rozmiarów wybranych planet Układu Słonecznego oraz gwiazd:
1. Merkury < Mars < Wenus < Ziemia
2. Ziemia < Neptun < Uran < Saturn < Jowisz
3. Jowisz < Wolf 359 < Słońce < Syriusz
4. Syriusz < Polluks < Arktur< Aldebaran
5. Aldebaran < Rigel < Antares < Betelgeza
6. Betelgeza < µ Cephei < VV Cephei < VY Canis Majoris

Gwiazdy znacząco różnią się rozmiarami. Ich średnice wahają się od około 20-40 kilometrów w wypadku gwiazd neutronowych do ponad 650 średnic Słońca (0,9 miliarda kilometrów, prawie 6,7 j.a.) w przypadku nadolbrzymów pokroju Betelgezy w gwiazdozbiorze Oriona. Betelgeza ma jednak gęstość dużo mniejszą od Słońca, wynosi ona średnio 1,576 × 10−5 kg/m³, co odpowiada gęstości atmosfery Ziemi na wysokości około 90 km, średnia gęstość Słońca zaś to 1,409 × 10³ kg/m³. Gwiazdą o największej znanej średnicy jest VY Canis Majoris, której średnica jest 2000 razy większa od średnicy Słońca. Gdyby umieścić ją w centrum Układu Słonecznego, jej atmosfera rozciągałaby się aż po orbitę Saturna.
Olbrzymia odległość od Ziemi sprawia, że wszystkie widoczne na niebie gwiazdy oprócz Słońca postrzegane są jako migoczące z powodu wpływu ziemskiej atmosfery świetliste punkty. Słońce znajduje się dostatecznie blisko, aby widzieć je jako dysk i aby zapewniało światło dzienne. Gwiazdą o największym po Słońcu rozmiarze kątowym jest R Doradus, rozmiar ten wynosi zaledwie 0,057 sekundy kątowej. Wielkość gwiazdy można też obliczyć, znając jej temperaturę efektywną i jasność absolutną. Wprawdzie jest to metoda mniej dokładna, ale możliwa do zastosowania dla wielu gwiazd.
Tarcze większości gwiazd mają zbyt małe rozmiary kątowe, aby za pomocą współczesnych naziemnych teleskopów optycznych obserwować szczegóły ich powierzchni (takie jak na przykład plamy). By uzyskać obrazy takich obiektów, konieczne jest zastosowanie teleskopów interferometrycznych. Inna technika pomiaru rozmiarów kątowych gwiazdy wykorzystuje okultację – można je ustalić dzięki pomiarom spadku jasności gwiazdy w miarę zakrywania jej przez Księżyc (bądź jej wzrostu podczas ponownego pojawiania się).

### Wiek
Wiek większości gwiazd zawiera się w przedziale od jednego do 10 miliardów lat. Niektóre mogą być zbliżone wiekiem nawet do około 13,7 miliarda lat – szacowanego wieku Wszechświata, np. HD 140283.
Im większa masa gwiazdy, tym krótszy jej żywot, głównie dlatego, że duża masa implikuje wyższe ciśnienie w jej jądrze. Sprawia ono, że reakcje syntezy wodoru przebiegają w gwieździe bardziej gwałtownie, gdyż przy wysokich temperaturach hel powstaje z wodoru w cyklu węglowo-azotowo-tlenowym, a nie cyklu protonowym. Cykl węglowo-azotowo-tlenowy produkuje znacznie więcej energii, ponieważ jego reakcje składowe przebiegają dużo szybciej.
Największe gwiazdy istnieją średnio około miliona lat, te o minimalnej wymaganej masie (czerwone karły) zużywają swe paliwo bardzo powoli i mogą trwać dziesiątki miliardów lat.
Do bezpośredniego badania wieku gwiazdy można wykorzystać między innymi wiedzę o tempie jej rotacji, jako że maleje ono wraz z upływem czasu. Zależność tę udało się jak na razie wyznaczyć dla młodych gwiazd.

### Kinematyka

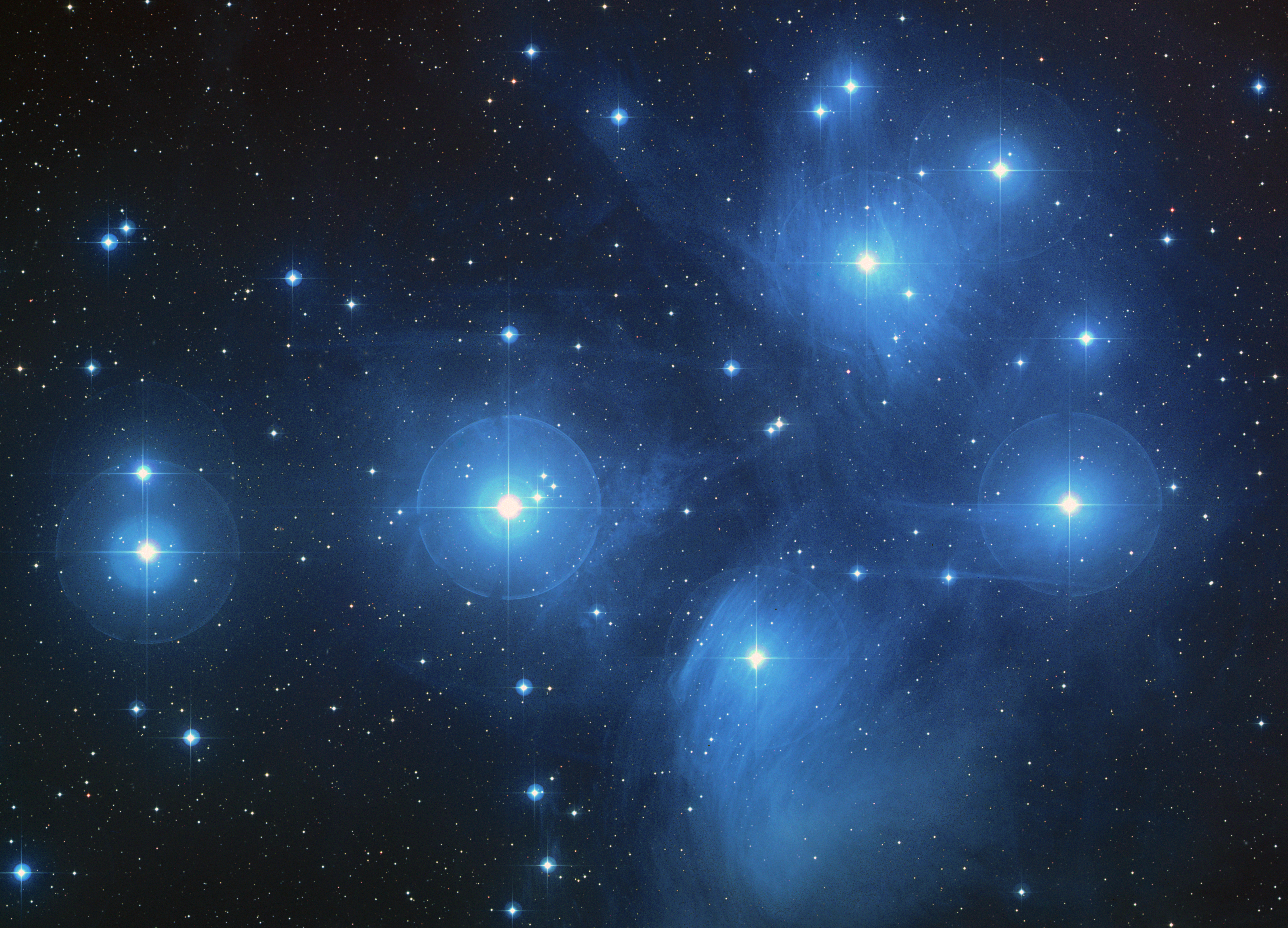
Plejady, gromada otwarta w Gwiazdozbiorze Byka. Gwiazdy te wspólnie przemieszczają się w przestrzeni.

Dane na temat ruchu gwiazdy względem Słońca mogą dostarczyć użytecznych informacji o jej pochodzeniu i wieku, a także o strukturze i ewolucji otaczającego ją obszaru galaktyki. Wektor ruchu gwiazdy tworzą jej składowa transwersalna, nazywana też ruchem własnym, oraz prędkość radialna oddalania się lub zbliżania do Słońca.
Ruch własny można analizować na podstawie pomiarów astrometrycznych, dających wynik w milisekundach kątowych na rok, które można następnie, znając paralaksę gwiazdy, zamienić na bardziej konwencjonalne jednostki prędkości. Gwiazdy o wyraźnie obserwowalnym ruchu własnym znajdują się najczęściej stosunkowo blisko Słońca, dlatego też wyznaczenie ich paralaksy jest względnie proste. Nawet dla najbliższych gwiazd prędkość ruchu własnego nie przekracza jednak co najwyżej kilku sekund kątowych na rok. Są to wartości tak małe, że przez stulecia dostępna dokładność urządzeń pomiarowych była zbyt mała, aby mógł je zmierzyć jeden astronom, nawet jeśli prowadził obserwacje przez całe życie.
Gwiazdą o największej wartości ruchu własnego (a co za tym idzie – najszybciej poruszającą się po niebie) jest Gwiazda Barnarda, czerwony karzeł położony w konstelacji Wężownika – na przebycie po niebie odcinka równego średnicy tarczy Księżyca potrzebuje niecałych 200 lat.
Prędkość radialną gwiazdy wyznacza się, mierząc przesunięcie jej linii spektralnych ku czerwieni, i podaje w kilometrach na sekundę.
Gdy znane są obie składowe ruchu, można obliczyć prędkość gwiazdy w przestrzeni w odniesieniu do Słońca lub galaktyki. Badając bliskie Ziemi gwiazdy, ustalono, że te należące do populacji I poruszają się co do zasady wolniej od starszych, należących do populacji II. Te ostatnie mają orbity eliptyczne nachylone względem płaszczyzny galaktyki. Analiza wektorów ruchu pobliskich gwiazd pozwoliła także na identyfikację asocjacji gwiazdowych. Są to najprawdopodobniej grupy gwiazd, które powstawały wspólnie w wielkich obłokach molekularnych. Gwiazdy je tworzące nie są powiązane grawitacyjnie w istotny sposób i rozpadają się po stosunkowo krótkim czasie.

### Pole magnetyczne
Gwiazdy wykazują się bardzo zróżnicowaną aktywnością magnetyczną. Geometria ich pól magnetycznych może być zarówno prosta i regularna, przypominająca pole emitowane przez zwykły magnes trwały, jak i bardzo złożona, bogata w wiele różnorodnych struktur. Przykładowo pole magnetyczne Słońca ma dwa wymiary: główny, manifestujący swą obecność występowaniem korony słonecznej, oraz poboczny, związany z aktywnością powierzchniową Słońca, a konkretniej z plamami słonecznymi, w których rejonie magnetyczna aktywność powierzchniowa jest szczególnie silna.

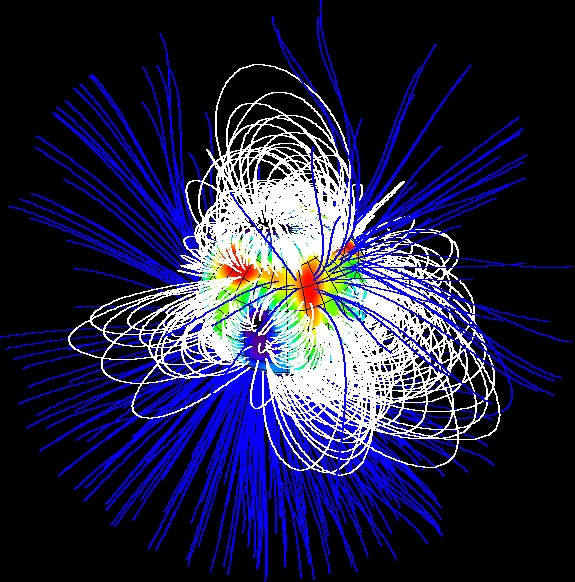
Utworzony metodą obrazowania Zeemana-Dopplera obraz powierzchniowego pola magnetycznego SU Aurigae, młodej gwiazdy typu T Tauri

Pola magnetyczne gwiazd można badać, obserwując rozszczepienie linii spektralnych, które występują na skutek efektu Zeemana, i polaryzację światła w poszczególnych liniach. Do uzyskiwania obrazów pól magnetycznych gwiazd używa się tomograficznej techniki obrazowania Zeemana-Dopplera.
Wśród gwiazd wykazujących aktywność magnetyczną wyróżnia się dwa ich podstawowe rodzaje. Pierwsze, „chłodne”, których temperatura powierzchni nie przekracza 6500 K, a masa 1,5 M☉, to gwiazdy aktywne magnetycznie, między innymi posiadające korony, emitujące wiatr gwiazdowy na skutek dyssypacji pola magnetycznego w górnych warstwach atmosfery oraz emitujące, dzięki anihilacji pola magnetycznego, rozbłyski. Manifestacją aktywności magnetycznej takich gwiazd jest również występowanie na ich powierzchni plam. Ich rozmiary oraz liczba zależą od aktywności gwiazdy, która to z kolei jest funkcją prędkości jej obrotu wokół własnej osi. Słońce, które potrzebuje na taki obrót około 25 dni, cechuje się aktywnością cykliczną (cykl słoneczny trwa 11 lat). Aktywność magnetyczna tego typu gwiazd jest indukowana przez mechanizm dynama.
Istnieją także aktywne magnetycznie „gorące” gwiazdy. W przeciwieństwie do „chłodnych”, które praktycznie bez wyjątku mają własności magnetyczne, jedynie niewielki odsetek (pomiędzy 5 a 10%) „gorących” (o masie większej niż 1,5 M☉) gwiazd ma pola magnetyczne. Cechują się one stosunkowo prostą budową i nie są efektem pracy dynama, lecz szczątkowymi polami magnetycznymi, mającymi początek w gazowym obłoku, z którego powstała gwiazda. Uległy one wzmocnieniu w wyniku zjawiska wmrożenia pola magnetycznego podczas zapadania macierzystego obłoku molekularnego.
Pole magnetyczne gwiazdy jest generowane w jej wnętrzu w obrębie regionów, w których zachodzi cyrkulacja konwektywna. Wywołany konwekcją ruch plazmy działa jak dynamo, inicjując powstanie pól magnetycznych rozciągających się w całej objętości gwiazdy. Moc tych pól zależy od masy i składu gwiazdy, intensywność ich aktywności powierzchniowej zaś od prędkości jej obrotu wokół własnej osi. Aktywność powierzchniowa jest przyczyną powstawania plam gwiezdnych – cechujących się niższymi od przeciętnych temperaturami obszarów występowania silnych pól magnetycznych. Z regionów aktywnych unoszą się w koronę łukowate pola – pętle magnetyczne, wyzwalające swą energię w postaci strumieni wysokoenergetycznych cząsteczek – rozbłysków gwiezdnych.
Z uwagi na wpływ pola magnetycznego młode, szybko obracające się gwiazdy przejawiają z reguły wysoki poziom aktywności powierzchniowej. Pole oddziałuje z wiatrem gwiazdowym, działając jak hamulec, obniżający tempo rotacji gwiazdy. Z tego powodu starsze gwiazdy, takie jak Słońce, obracają się dużo wolniej, niż te nowo uformowane, i wykazują mniejszy od nich poziom aktywności powierzchniowej. Aktywność powoli obracających się gwiazd ma tendencję do podlegania cyklicznym wahaniom i okresowo może zupełnie ustawać. Przykładowo podczas siedemdziesięcioletniego okresu nazywanego minimum Maundera na powierzchni Słońca pojawiały się jedynie bardzo nieliczne plamy.
Szczególnym rodzajem gwiazd aktywnych magnetycznie są magnetary, odmiana gwiazd neutronowych powstająca, gdy podczas wybuchu supernowej w zapadającym się jądrze gwiazdy, dzięki osiągnięciu odpowiedniej prędkości obrotu, temperatury oraz natężenia pola magnetycznego zadziała mechanizm dynama.

### Obrót
Obrót gwiazdy wokół własnej osi jest konsekwencją obrotu materii tworzącej obłok molekularny przed jego zapadnięciem się. Zmniejszanie się obłoku a później gwiazdy powinno zwiększać prędkość obrotową gwiazdy, ale obserwuje się zmniejszanie się prędkości obrotowej gwiazdy wraz z upływem czasu. Zmniejszanie prędkości obrotowej musi zachodzić przez przenoszenie momentu pędu na inne ciała, rozważany mechanizm to oddziaływanie przez pole magnetyczne gwiazdy z dyskiem akrecyjnym oraz wiatrem słonecznym gwiazdy. Na prędkość obrotu gwiazdy wpływa także jej masa oraz to, czy znajduje się ona w układzie wielokrotnym. Ponieważ gwiazdy nie są ciałami sztywnymi, cechują się rotacją różnicową – prędkości ich obrotu zależą od rozpatrywanej szerokości astrograficznej.
Prędkość obrotu gwiazdy wokół własnej osi można oszacować za pomocą pomiarów spektroskopowych. Wynika to z występowania zjawiska poszerzenia linii widmowych, które występuje na skutek efektu Dopplera – jeśli oś obrotu jest odpowiednio skierowana do obserwatora, to punkty na jednej połowie tarczy gwiazdy oddalają się, a na drugiej przybliżają do obserwatora, stąd część emitowanego światła jest przesunięta ku czerwieni, a część ku fioletowi, przy czym wielkość przesunięcia zależy od prędkości rotacji. Wpływ na poszerzenie mają jednak również inne czynniki, takie jak turbulencje czy rozpraszanie na swobodnych elektronach. Dokładniejsze wyniki pozwala uzyskać obserwacja wahań jasności gwiazdy, która zmienia się, gdy na powierzchni gwiazdy są obszary aktywne, takich jak plamy gwiezdne. Zaletą tej techniki jest również uniezależnienie pomiarów od nachylenia osi obrotu gwiazdy względem obserwatora i możliwość pomiarów prędkości obiektów wirujących zbyt wolno, aby był możliwy pomiar metodą obserwacji poszerzenia widma. Prędkość obrotu gwiazdy można również wyznaczyć metodami interferometrycznymi.
Młode gwiazdy mogą rotować bardzo szybko, osiągając prędkość równikową większą niż 100 km/s. Na przykład Achernar, gwiazda typu widmowego B, ma prędkość obrotu równikowego przewyższającą 225 km/s, przez co jej średnica równikowa jest o ponad 50% większa od odległości pomiędzy biegunami. Prędkość ta jest niewiele mniejsza od krytycznej, wynoszącej 300 km/s, przy której gwiazda rozpadłaby się. Dla odmiany Słońce wykonuje jeden obrót na 25–35 dni, z prędkością na równiku wynoszącą 1,993 km/s.
Gwiazdy zdegenerowane w wyniku znacznego zmniejszenia promienia uzyskują dużą prędkość obrotową, jednak obserwowane prędkości są znacznie mniejsze, niż wynikałoby to z zasady zachowania momentu pędu – w wyniku zmniejszenia rozmiarów wzrost prędkości obrotu powinien być większy. Znaczna część momentu pędu gwiazdy jest tracona wraz z odpływem masy poprzez emisję wiatru gwiazdowego. Mimo to prędkość obrotowa gwiazdy neutronowej może być ogromna, na przykład pulsar w Mgławicy Kraba wykonuje 30 obrotów na sekundę. Nawet jeżeli pulsar nie emituje wiatru gwiazdowego, to jego obrót zwalnia w wyniku emisji promieniowania.

### Temperatura powierzchni
Duże gwiazdy ciągu głównego osiągają temperaturę powierzchniową rzędu 50 000 K, zaś mniejsze gwiazdy, takie jak Słońce – kilku tysięcy kelwinów. Czerwone olbrzymy mają względnie niską temperaturę powierzchniową, oscylującą w pobliżu 3600 K, jednak by wypromieniować wytwarzaną energię, mają duże pole powierzchni.
Temperaturę powierzchniową gwiazdy ciągu głównego określa się na podstawie jej promieniowania, wykorzystując kilka technik. Najprostsza metoda szacowania temperatury polega na porównaniu intensywności promieniowania w dwóch wybranych pasmach określanych jako wskaźniki barwy gwiazdy. Zwykle temperaturę gwiazdy podaje się podaje się jako temperaturę efektywną, czyli temperaturę ciała doskonale czarnego emitującego energię o rozkładzie widmowym najbardziej odpowiadającym temu z gwiazdy. Tak wyznaczona temperatura gwiazdy nie jest rzeczywistą temperaturą powierzchni gwiazdy, ponieważ promieniowanie emitowane przez gwiazdę pochodzi z warstwy gwiazdy, w której temperatura spada wraz z oddalaniem się od środka gwiazdy, na powierzchni gwiazdy występują obszary o różnej temperaturze, dodatkowo warstwy ponad fotosferą pochłaniają promieniowanie, deformując widmo promieniowania. Temperatura w jądrze gwiazdy wynosi od kilkunastu milionów do nawet miliardów kelwinów.
Najdokładniejsza technika określania temperatury gwiazdy opiera się na porównaniu intensywności różnych linii absorpcyjnych, wywołanych różnym stanem wzbudzenia lub różnym stopniem jonizacji atomów wchodzących w skład atmosfery gwiazdy.
Temperatury powierzchniowej gwiazdy używa się, wraz z jej absolutną wielkością oraz właściwościami absorpcyjnymi, do jej klasyfikowania.

## Promieniowanie
Energia wytwarzana przez gwiazdy jest efektem fuzji jądrowej, w niewielkiej części pochodzi z zapadania grawitacyjnego. Ciało niebieskie, zapadając się, uwalnia energię grawitacyjną. Już w XIX w. Kelvin z Helmholtzem oszacowali, że energia grawitacyjna zapadania się obłoku o masie Słońca wystarczyłaby Słońcu na świecenie przez 30 milionów lat.
Gwiazda wysyła tę energię w przestrzeń kosmiczną w postaci promieniowania elektromagnetycznego oraz promieniowania korpuskularnego. Na promieniowanie korpuskularne składa się wiatr gwiazdowy, będący strumieniem naładowanych elektrycznie cząstek, takich jak wolne protony, jądra atomów helu i elektrony, emitowanych z zewnętrznych powłok gwiazdy, oraz pochodzący bezpośrednio z jądra strumień neutrin. Dla gwiazd w ciągu głównym i o masie porównywalnej z masą Słońca energia unoszona przez neutrina (jasność neutrin) jest mniejsza niż jasność fotonowa o 5–6 rzędów wielkości. W przypadku gwiazd II populacji, o masie Mlecznej Drogi i białych karłów jasność neutrin nie przekracza 1% jasności fotonów, z wyjątkiem bardzo zaawansowanych stadiów ewolucji gigantów (np. podczas błysku helowego), gdy jasność neutrin jest porównywalna z jasnością fotonów, a nawet może ją przekroczyć.
Energia z reakcji fuzji uwalniana przez energię kinetyczną produktów reakcji oraz fotony promieniowania gamma w wyniku ich oddziaływania z materią rozprasza się, osiągając stan równowagi termodynamicznej. W trakcie podążania ku zewnętrznym warstwom gwiazdy temperatura promieniowania obniża się, w efekcie gwiazda promieniuje głównie światło widzialne i promieniowanie podczerwone.
Kolor gwiazdy określa intensywność emisji fal światła widzialnego o różnej barwie, a ta zależy od temperatury jej zewnętrznych powłok, głównie fotosfery. Gwiazdy zachowują się w przybliżeniu jak ciała doskonale czarne, co oznacza, że poza światłem widzialnym emitują one także promieniowanie niewidoczne dla ludzkiego oka – począwszy od fal radiowych i podczerwieni, a skończywszy na ultrafiolecie. Gorętsze gwiazdy promieniują również w zakresie fal rentgenowskich oraz gamma.
Badając spektrum gwiazdy, astronomowie mogą ustalić jej temperaturę powierzchniową, przyspieszenie grawitacyjne na jej powierzchni, metaliczność oraz prędkość obrotu wokół własnej osi. Jeżeli zmierzy się odległość od gwiazdy, na przykład w oparciu o paralaksę, na jej podstawie daje się wnioskować także o jasności absolutnej. Dysponując tymi danymi, szacuje się wymienione wyżej charakterystyki w oparciu o modele fizyczne. Znajomość tylu parametrów gwiazdy umożliwia astronomom określenie jej przybliżonego wieku.
W widmie gwiazd występują linie absorpcyjne oraz, rzadziej, emisyjne. Każda z nich odpowiada obecności określonego pierwiastka lub związku chemicznego w atmosferze gwiazdy. Ponadto, linie emisyjne wskazują na obecność inwersji temperatury w zewnętrznych warstwach atmosfery gwiazdy.

### Jasność
W astronomii jasność jest równa energii promieniowania elektromagnetycznego, które gwiazda emituje w jednostce czasu, zależy ona od promienia gwiazdy oraz jej temperatury powierzchniowej. Przy przyjęciu, że gwiazda jest ciałem doskonale czarnym, jej jasność (L) jest zależna od promienia (R) i temperatury efektywnej (Teff) zgodnie ze wzorem:
{\displaystyle L=4\pi R^{2}\sigma T_{eff}^{4},}
gdzie:
{\displaystyle 4\pi R^{2}} – pole powierzchni gwiazdy (przybliżane za pomocą kuli),
{\displaystyle \sigma } – stała Stefana-Boltzmanna.
Wiele gwiazd nie emituje promieniowania równomiernie na całej powierzchni. Na przykład szybko rotująca Wega emituje w okolicach biegunów więcej energii niż w pobliżu równika.
Obszary powierzchni gwiazdy o niższej od przeciętnej temperaturze i jasności znane są jako plamy gwiezdne. Na powierzchni małych gwiazd (karły), takich jak Słońce, plam jest stosunkowo niewiele, na większych gwiazdach (olbrzymy) zaś bardzo dużo i są one większe oraz bardziej wyraziste, w ich wypadku mocniej również dają o sobie znać efekty pociemnienia brzegowego – spadku jasności gwiazdy w kierunku krawędzi jej dysku. Zaliczane do czerwonych karłów gwiazdy rozbłyskowe, na przykład UV Ceti, również mogą cechować się dużą liczbą plam.

### Wielkość gwiazdowa
| Wielkość obserwowana | Liczba gwiazd |
| -------------------- | ------------- |
| 0                    | 4             |
| 1                    | 15            |
| 2                    | 48            |
| 3                    | 171           |
| 4                    | 513           |
| 5                    | 1602          |
| 6                    | 4800          |
| 7                    | 14 000        |

Wielkość gwiazdową wyraża się za pomocą obserwowanej wielkości gwiazdowej i absolutnej wielkości gwiazdowej. Wielkość obserwowana jest jasnością gwiazdy dla obserwatora widzącego ją z Ziemi, z pominięciem wpływu ziemskiej atmosfery. Wielkość absolutna gwiazdy wyraża wielkość obserwowaną, jaką by ona miała, gdyby znajdowała się w odległości 10 parseków (32,6 lat świetlnych) od Ziemi.
Zarówno obserwowana, jak i absolutna wielkość są skalami logarytmicznymi.
Największą wielkość absolutną (według danych z 2006) ma gwiazda LBV 1806–20, dla której wynosi ona -14,2m. Gwiazda ta jest przynajmniej pięć milionów razy jaśniejsza od Słońca. Najtrudniej dostrzegalne obecnie znane gwiazdy odnaleziono w gromadzie NGC 6397. Najsłabiej świecące czerwone karły z tej gromady mają jasność 26m, udało się także zaobserwować białego karła o jasności 28m.
W odniesieniu do obu powyższych wielkości wyróżnia się wielkość bolometryczną oraz wielkość barwną. Wielkość bolometryczna dotyczy ilości energii wysyłanej przez gwiazdę w pełnym zakresie widma, jasność barwna zaś – w określonym jego przedziale (na przykład światła widzialnego).

## Klasyfikacja
Przedstawiony poniżej dwuwymiarowy system klasyfikacji gwiazd na podstawie ich typu widmowego i klasy jasności nazywa się klasyfikacją Morgana-Keenana-Kellmana. Podczas swojego życia gwiazdy zmieniają zarówno temperaturę powierzchniową, jak i jasność absolutną, wobec czego nie przynależą na stałe do jednej kategorii.

### Typ widmowy

Zmiany rozmiarów gwiazd i barw ich fotosfer wraz z typem widmowym w klasyfikacji Morgana-Keenana-Kellmana dla gwiazd ciągu głównego. Zmiany barwy od czerwieni ku błękitowi (od lewej do prawej) związane są ze wzrostem temperatury fotosfery.

Stosowany obecnie system klasyfikacji gwiazd ma korzenie w latach 60. XIX wieku, kiedy to włoski astronom Angelo Secchi jako pierwszy rozpoczął grupowanie gwiazd, uwzględniając strukturę ich widma. W początkach XX wieku gwiazdy grupowano w klasy oznaczane literami od A do Q na podstawie natężenia w ich widmach linii spektralnych charakterystycznych dla wodoru. Nie wiedziano wówczas, że jednym z głównych czynników determinujących intensywność tych linii jest temperatura – linie wodoru osiągają szczyt wyrazistości nieco powyżej 9000 K. Gdy klasyfikację przeorganizowano według temperatury, znacząco przybliżyła się ona do współczesnej.
Obecnie używana skala, nazywana klasyfikacją harwardzką, opiera się głównie na temperaturze powierzchniowej gwiazd, którą szacuje się na podstawie prawa Wiena określającego związek między temperaturą a maksimum w spektrum promieniowania. Temperatura ta jest głównym czynnikiem determinującym kolory gwiazd oraz inne właściwości ich spektrów, na podstawie których można podzielić je na klasy. Podstawowe typy widmowe oznacza się przy użyciu wielkich liter, od O (gwiazdy najgorętsze, najjaśniejsze i największe spośród należących do ciągu głównego, występują najrzadziej) do M (na tyle chłodne, aby w atmosferze powstawały cząsteczki, temperatura ledwo wystarczająca do reakcji fuzji, najczęściej występujące), wyróżnia się kolejno typy O, B, A, F, G, K i M (zwykle zapamiętywane przez astrofizyków za pomocą mnemotechnicznego zdania „Oh, be a fine girl/guy, kiss me”). Szereg rzadko występujących typów widmowych ma własne oznaczenia, najczęściej spotykane to L i T, oznaczające najchłodniejsze i najlżejsze gwiazdy oraz brązowe karły. Ważne są także C, R i N, używane dla gwiazd węglowych oraz W dla gwiazd Wolfa-Rayeta.
Każdy typ ma dziesięć podklas, oznaczanych cyframi od 0 do 9, o coraz niższej temperaturze. System ten nie jest idealnie wyskalowany i ma zapas dla najwyższych temperatur: klasy O0 i O1 mogą w ogóle nie występować.
| Klasa | Temperatura (K) | Kolor           | Masa (M☉) | Promień (R☉) | Jasność (L☉) | Linie absorpcyjne           | Przykład         |
| ----- | --------------- | --------------- | --------- | ------------ | ------------ | --------------------------- | ---------------- |
| O     | 28 000 – 50 000 | niebieski       | 16–150    | 15           | do 1 400 000 | N, C, He i O                | Zeta Ophiuchi    |
| B     | 9600 – 28 000   | biało-niebieski | 3,1–16    | 7            | 20 000       | He, H                       | Rigel            |
| A     | 7100–9600       | biały           | 1,7–3,1   | 2,1          | 80           | H                           | Altair           |
| F     | 5700–7100       | biało-żółty     | 1,2–1,7   | 1,3          | 6            | metale: Fe, Ti, Ca, Sr i Mg | Procjon A        |
| G     | 4600–5700       | żółty           | 0,9–1,2   | 1,1          | 1,2          | Ca, He, H i inne            | Słońce           |
| K     | 3200–4600       | pomarańczowy    | 0,4–0,8   | 0,9          | 0,4          | metale + TiO2               | Epsilon Indi     |
| M     | 1700–3200       | czerwony        | 0,08–0,4  | 0,4          | 0,04         | jak wyżej                   | Proxima Centauri |

### Klasa jasności
Gwiazdy o tym samym typie widmowym (tej samej temperaturze efektywnej) mogą wyraźnie różnić się widmem. Ze względu na ten fakt koniecznym okazało się wprowadzenie drugiego – obok typu widmowego – parametru klasyfikacji – klasy jasności, będącej w istocie miarą jasności absolutnej gwiazdy. Na tej podstawie wyróżnia się między innymi typy 0 (hiperolbrzymy), III (olbrzymy) czy V (karły ciągu głównego). Większość gwiazd należy do ciągu głównego, w skład którego wchodzą obiekty zwykłe, przekształcające wodór. Słońce to położony na ciągu głównym żółty karzeł typu G2V o przeciętnej temperaturze i niewyróżniającym się rozmiarze.
Napotkać można także dodatkowe oznaczenia w formie małej litery, wskazujące na nietypowe właściwości spektrum gwiazdy. Na przykład „e” świadczy o obecności linii emisyjnych, „m” – o ponadprzeciętnej zawartości metali, a „var” może oznaczać zmienność typu widmowego.
Białe karły umieszczono w osobnej klasie, rozpoczynającej się literą D (niekiedy oznaczanej jako VII). Jest ona podzielona na podklasy DA, DB, DC, DO, DZ i DQ, w zależności od linii obecnych w spektrum. Po tym oznaczeniu umieszcza się wartość liczbową charakteryzującą temperaturę.

## Gwiazdy zmienne

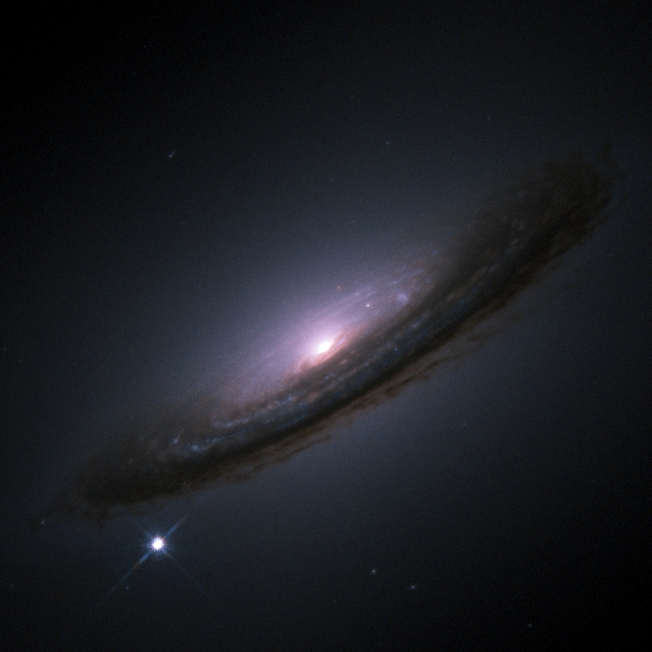
SN 1994D, supernowa typu Ia w galaktyce NGC 4526.

Niektóre gwiazdy wykazują okresowe bądź nieprzewidywalne zmiany jasności wywoływane przez czynniki wewnętrzne bądź zewnętrzne. Wśród gwiazd zmiennych z uwagi na oddziaływanie czynników wewnętrznych wyróżnić można dwie podstawowe grupy:
- Pulsujące gwiazdy zmienne. Promień oraz jasność takich gwiazd zmienia się w czasie na skutek okresowego naprzemiennego rozszerzania się i zapadania, który to cykl może trwać, w zależności od wielkości gwiazdy, od kilku minut do wielu lat. W klasie tej znajdują się cefeidy i im podobne, używane jako świece standardowe do pomiaru odległości międzygalaktycznych[265], oraz gwiazdy zmienne długookresowe, takie jak gwiazdy zmienne typu Mira Ceti[266].
- Gwiazdy wybuchowe to gwiazdy przechodzące proces całkowitej zmiany swoich właściwości bądź też gwałtownie kończące żywot. Do grupy tej klasyfikuje się nowe oraz supernowe[266].

W układzie kataklizmicznym, składającym się z krążących blisko siebie białego karła oraz gwiazdy ciągu głównego, może dochodzić do różnego rodzaju eksplozji, takich jak nowa klasyczna czy nowa powrotna – biały karzeł okresowo doświadcza wybuchów o umiarkowanej sile. Dochodzi do nich, gdy w dostatecznie szybkim tempie odciągnie on od towarzyszącej gwiazdy wystarczającą ilość materii, aby na jego powierzchni doszło do eksplozji termojądrowej. Jeżeli w wyniku tak przebiegającej akrecji dojdzie do przekroczenia przez całą gwiazdę masy krytycznej, dochodzi do zapłonu niestabilnej reakcji fuzji, która kończy istnienie białego karła wybuchem supernowej typu Ia.
W tym momencie biały karzeł rozpoczyna zapadanie się do gwiazdy neutronowej, a energia kolapsu grawitacyjnego w połączeniu z wielką gęstością materii zdegenerowanej powoduje zapłon gwałtownej reakcji fuzji atomów węgla i tlenu. Proces ten ma charakter dodatniego sprzężenia zwrotnego, zależnego od temperatury biorącej w nim udział plazmy. Gwałtowne wyzwolenie energii doprowadza do emisji potężnej fali uderzeniowej, która przyspiesza produkty fuzji do prędkości umożliwiającej ucieczkę z gwiazdy, która w efekcie rozpada się.
Wszystkie supernowe typu Ia mają bardzo zbliżoną jasność, co pozwala astronomom na użycie ich w charakterze świec standardowych do mierzenia odległości między galaktykami. Mechanizm powstawania nowej jest dość zbliżony, jednakże do eksplozji dochodzi, zanim karzeł przekroczy granicę Chandrasekhara. W wyniku reakcji fuzji powstaje dostatecznie dużo energii, aby jasność gwiazdy znacząco wzrosła, jednak nie ulega ona zniszczeniu, więc zjawisko to może występować wielokrotnie dla tej samej gwiazdy.
Gwiazdy mogą też zmieniać swą jasność z uwagi na wpływ czynników zewnętrznych, takich jak wzajemne przesłanianie się gwiazd w układach zaćmieniowych lub rotacja w wypadku gwiazd świecących niesferycznie – mają one plamy o znaczącej powierzchni i ich jasność zależy w dużej mierze od strony, z której się je obserwuje. Dobrym przykładem układu zaćmieniowego jest Algol, który regularnie co 2,87 dnia zmienia obserwowaną wielkość gwiazdową od 2,1m do 3,4m.

## Obiekty towarzyszące
Gwiazdom mogą towarzyszyć, oprócz innych gwiazd, także różne inne okrążające je ciała, takie jak brązowe karły oraz obiekty składające się na układy planetarne: planety i ich księżyce, asteroidy, komety czy drobiny pyłu kosmicznego. Pierwszy pozasłoneczny system planetarny odkryto w 1992 wokół pulsara PSR 1257+12, od tego czasu potwierdzono istnienie ponad 4000 egzoplanet.

## Budowa
Gwiazdy mają kształt zbliżony do kulistego, ponieważ siła grawitacji dąży do tego, aby materia osiągnęła najmniejszy możliwy potencjał grawitacyjny, czyli znalazła się jak najbliżej środka masy. Na kształt gwiazdy wpływają także jej obrót, wywołujący spłaszczenie biegunowe, oraz obecność w pobliżu innych ciał o znacznej masie, powodująca zniekształcenie pływowe.
Model matematyczny wnętrza gwiazdy oparty jest na założeniach stabilności i równowagi hydrostatycznej, uwzględniających procesy wytwarzania energii we wnętrzu gwiazdy oraz jej przepływu z wewnętrznych do zewnętrznych warstw gwiazdy.

Przekrój gwiazdy typu słonecznego

Wnętrze stabilnej gwiazdy znajduje się w stanie równowagi hydrostatycznej; w każdym jej miejscu na mały element objętości gwiazdy działa skierowana do wewnątrz siła grawitacji równoważona skierowaną na zewnątrz siłą wywołaną różnicą ciśnień na jego dolną i górną powierzchnię (gradient ciśnienia). Ciśnienie w materii gwiazdy wynika z własności materii budującej gwiazdę oraz od temperatury. Wnętrze gwiazd jest plazmą składającą się z jonów oraz z elektronów, oraz będących z nimi w równowadze termicznej fotonów. Ciśnienie promieniowania fotonów jest proporcjonalne do czwartej potęgi temperatury. Dla gwiazd w ciągu głównym o masie zbliżonej do 1 M☉, dobrym przybliżeniem jest uznanie, że plazma gwiazdy jest gazem doskonałym, dla gwiazd o masie 10 M☉, ciśnienie promieniowania odgrywa ważną rolę, a dla gwiazd o masie większej niż 100 M☉, dominuje ciśnienie promieniowania. W centrum gwiazd o dużej gęstości wpływ na ciśnienie mają efekty kwantowe w postaci degeneracji elektronów, które dla danej temperatury nie mogą zająć objętości mniejszej od granicznej.
Temperatura jądra gwiazdy ciągu głównego lub olbrzyma wynosi co najmniej 107 K, pod koniec życia w jądrach wielkich gwiazd temperatury sięgają nawet miliardów kelwinów. Powstałe temperatura oraz ciśnienie wywierane na jądro gwiazdy ciągu głównego są wystarczające, aby zachodziły w nim reakcje fuzji jądrowej wodoru, w wyniku tego procesu powstaje energia zdolna uchronić gwiazdę przed zapadnięciem się pod własnym ciężarem.
Gwiazda będąca w ciągu głównym jest w równowadze dzięki mechanizmowi zwanemu termostatem ciśnieniowym. W jądrze gwiazdy panuje ciśnienie zależne od nacisku warstw zewnętrznych gwiazdy, jest ono utrzymywane przez ciśnienie termiczne. Gdy temperatura w centrum nieco spadnie, zewnętrzny nacisk skurczy trochę gaz, zmniejszy się odległość między cząstkami. Wprawdzie prawdopodobieństwo zajścia fuzji w zderzeniu zmaleje z powodu spadku temperatury, ale wzrośnie liczba zderzeń między cząstkami, w konsekwencji wzrośnie szybkość reakcji jądrowych, przywracając poprzedni stan gęstości.
W wyniku reakcji łączenia się jąder atomowych w jądrze gwiazdy oprócz cięższych cząstek powstaje także energia w postaci fotonów promieniowania gamma oraz neutrin. Fotony oddziałują z otaczającą je plazmą, zwiększając temperaturę jądra. Gwiazdy ciągu głównego zmieniają wodór w hel, zwiększając udział tego pierwiastka w masie jądra. W końcu hel zaczyna przeważać i produkcja energii w centrum gwiazdy ustaje. W gwieździe o masie co najmniej 0,4 masy Słońca reakcje fuzji zachodzą w stopniowo rozszerzającej się powłoce otaczającej jądro. Łączenie się jąder wodoru zmniejsza liczbę jonów, co sprawia, że materia jądra kurczy się, ale zagęszczanie się materii w helowym jądrze zostaje ograniczone, gdy elektrony ulegają zdegenerowaniu.
We wnętrzach gwiazd można wyróżnić dwa rodzaje warstw, różniące się mechanizmem transportu energii. W strefie promienistej promieniowanie cieplne ma wydajność wystarczającą do przeniesienia wytworzonej energii. W regionie takim plazma nie ulega mieszaniu konwekcyjnemu. Jeśli jednak promieniowanie nie jest w stanie przenieść energii z powodu małej przeźroczystości ośrodka lub niskiej temperatury, gradient temperatury jest większy od adiabatycznego, energia przemieszcza się nie tylko przez promieniowanie, ale też przez makroskopowe ruchy materii, obszar taki określa się jako strefa konwektywna. W masywnych gwiazdach ilość wytwarzanej energii jest tak duża, że w jądrze i jego pobliżu znajduje się strefa konwektywna a w zewnętrznych warstwach – promienista. W mniejszych gwiazdach wytwarzane jest znacznie mniej energii, wewnątrz energia jest przenoszona tylko przez promieniowanie, a w powłokach zewnętrznych – także przez konwekcję. W czerwonych karłach o masie mniejszej od 0,4 masy Słońca cała gwiazda jest konwektywna, co roznosi wytworzony helu po całej gwieździe. Granice stref konwektywnych zmieniają się w czasie wraz z postępującą ewolucją gwiazd i idącą za nią zmianą budowy wnętrza.

Różnice w rozkładzie stref promienistych i konwektywnych dla gwiazd ciągu głównego o różnych masach

Przewodnictwo cieplne, które w typowych gwiazdach jest zaniedbywalnie małe, jest jedynym sposobem przenoszenia energii w białych karłach. To powoduje, że temperatura tych gwiazd zmienia się bardzo wolno, mimo ustania reakcji jądrowych w ich wnętrzu.
Część gwiazdy widoczną dla obserwatora nazywa się fotosferą. Jest to warstwa, w której plazma tworząca gwiazdę staje się przezroczysta dla fotonów światła widzialnego. Od tego miejsca energia powstająca w jądrze rozchodzi się swobodnie w przestrzeni. Wewnątrz fotosfery występują plamy gwiezdne, obszary o niższych od przeciętnych temperaturach, powstające w efekcie aktywności magnetycznej gwiazdy.
Ponad fotosferą znajdują się kolejne warstwy atmosfery gwiazdy. W gwieździe ciągu głównego, takiej jak Słońce, najniższą warstwą atmosfery jest cienka, jasnoczerwona warstwa chromosfery. To w niej występują spikule oraz biorą swój początek rozbłyski. Warstwę tę otacza warstwa przejściowa, w obrębie której temperatura rośnie gwałtownie na odcinku zaledwie 100 km. Ponad nią znajduje się korona, składająca się z rozgrzanej do ekstremalnych (ponad milion kelwinów) temperatur plazmy, która może rozciągać się na kilkanaście milionów kilometrów. Istnienie korony wydaje się być zależne od obecności obszarów konwektywnych w zewnętrznych warstwach gwiazdy oraz jej aktywności magnetycznej. Pomimo bardzo wysokiej temperatury korona prawie nie emituje światła, w normalnych warunkach można ją obserwować jedynie podczas zaćmienia. Kwestia osiągania przez nią tak wysokich temperatur jest przedmiotem badań naukowców. Prawdopodobnym wyjaśnieniem są fale Alfvéna.
Z korony wypływa strumień cząsteczek plazmy wiatru gwiazdowego, rozchodzący się aż do napotkania ośrodka międzygwiazdowego. Dla Słońca strefa wpływu jego wiatru gwiazdowego rozciąga się wewnątrz regionu o kształcie bąbla zwanego heliosferą.

## Cykle reakcji gwiezdnej nukleosyntezy

Cykl protonowy

Cykl węglowo-azotowo-tlenowy

Wewnątrz jąder gwiazd zachodzą różne reakcje fuzji jądrowej, zależne od masy i składu gwiazdy. Procesy te noszą nazwę gwiezdnej nukleosyntezy. Masa produktów takich reakcji jest mniejsza niż masa ich substratów. Utracona w toku reakcji masa jest uwalniana jako energia elektromagnetyczna zgodnie z zasadą równoważności masy i energii wyrażaną wzorem E = mc².
W gwiazdach ciągu głównego dominującym źródłem energii są reakcje syntezy wodoru, w których cztery jądra wodoru (każde tworzy jeden proton) łączą się w jądro helu (zbudowane z dwóch protonów i dwóch neutronów). Proces syntezy wodoru jest bardzo czuły na wahania temperatury w jądrze gwiazdy, więc stosunkowo nieduży jej wzrost skutkuje znacznym przyspieszeniem tempa przebiegu reakcji fuzji. W rezultacie temperatury jąder gwiazd ciągu głównego zawierają się w przedziale od 4 milionów K dla małych gwiazd klasy M do 40 milionów K dla wielkich gwiazd klasy O.
W Słońcu, którego jądro osiąga temperaturę 10 milionów K, wodór zamieniany jest w hel głównie poprzez reakcje cyklu protonowego, z których najpowszechniej występuje:
41H → 22H + 2e+ + 2νe (4,0 MeV + 1,0 MeV),
21H + 22H → 23He + 2γ (5,5 MeV),
23He → 4He + 21H (12,9 MeV).
Sumarycznie efekt powyższych reakcji można zapisać jako:
41H → 4He + 2e+ + 2γ + 2νe (26,7 MeV),
gdzie: e+ – pozyton, γ – foton promieniowania gamma, νe – neutrino, a H i He – izotopy wodoru i helu. Energia uwolniona w tej reakcji wynosi 26,7 milionów elektronowoltów.
| Pierwiastek | Masa w M☉ |
| ----------- | --------- |
| Wodór       | 0,01      |
| Hel         | 0,4       |
| Węgiel      | 5         |
| Neon        | 8         |

W bardziej masywnych gwiazdach hel powstaje w większości poprzez reakcje, w których rolę katalizatora pełni węgiel – reakcje cyklu węglowo-azotowo-tlenowego. Są to procesy dużo bardziej wydajne od cyklu protonowego, mogą zachodzić w temperaturach powyżej 40 milionów K. Na podstawową gałąź reakcji cyklu węglowo-azotowo-tlenowego składają się następujące przemiany:
12C + 1H → 13N + γ + 1,95 MeV,
13N → 13C + e+ + νe + 1,37 MeV,
13C + 1H → 14N + γ + 7,54 MeV,
14N + 1H → 15O + γ + 7,35 MeV,
15O → 15N + e+ + νe + 1,86 MeV,
15N + 1H → 12C + 4He + 4,96 MeV,
przy czym jądro węgla-12 użyte w pierwszej reakcji jest odtwarzane w ostatniej.
W dojrzałych gwiazdach o temperaturze jądra rzędu 100 milionów K i masie pomiędzy 0,5 a 10 mas Słońca hel może być zamieniany w węgiel na drodze potrójnego procesu α, w którym produktem przejściowym jest beryl:
4He + 4He + 92 keV → 8*Be,
4He + 8*Be + 67 keV → 12*C,
12*C → 12C + γ + 7,4 MeV.
Uogólnione równanie reakcji ma postać:
34He → 12C + γ + 7,2 MeV.
W wielkich gwiazdach, na drodze procesów syntezy neonu oraz tlenu, mogą być syntetyzowane także cięższe pierwiastki. Końcowym etapem ciągu reakcji gwiezdnej nukleosyntezy jest proces fuzji krzemu, którego ostatecznym produktem jest stabilny izotop żelaza-56. Fuzja cięższych jąder nie jest już reakcją egzotermiczną, energia może być wyzwolona w gwieździe jedynie w wyniku zapadania grawitacyjnego.
Poniższy przykład pokazuje czas potrzebny gwieździe o masie 20 M☉ do zużycia całego paliwa. Jako gwiazda ciągu głównego klasy O miałaby ona promień 8 R☉ oraz jasność 62 tysiące razy większą od Słońca.
| Pierwiastek | Temperatura (miliony kelwinów) | Gęstość (kg/cm³) | Czas syntezy (τ w latach) |
| ----------- | ------------------------------ | ---------------- | ------------------------- |
| H           | 37                             | 0,0045           | 8,1 miliona               |
| He          | 188                            | 0,97             | 1,2 miliona               |
| C           | 870                            | 170              | 976                       |
| Ne          | 1570                           | 3100             | 0,6                       |
| O           | 1980                           | 5550             | 1,25                      |
| S/Si        | 3340                           | 33400            | 0,0315                    |

## W kulturze

### Symbolika
Gwiazdy mają rozliczne znaczenia symboliczne i metaforyczne. Utożsamiano je między innymi z nieskończonością, stałością, natchnieniem, wolnością, wysokim i ambitnym celem oraz rewolucją. Widnieją na flagach wielu państw, choćby Stanów Zjednoczonych, Chin czy Izraela (Gwiazda Dawida), wykorzystywane są też jako symbole ideologiczne. Motywy związane z gwiazdami pojawiają się również w przysłowiach (np. łac. per aspera ad astra – przez ciernie do gwiazd) i utworach literackich, w tym w Biblii.
W astrologii gwiazdy widoczne na niebie w chwili narodzin determinować mają los człowieka. Wiążą się tym powiedzenia „urodzić się pod złą albo dobrą gwiazdą” i „spod ciemnej gwiazdy”. Według wierzeń ludowych każdy człowiek ma na niebie swoją gwiazdę, która pojawia się przy jego urodzeniu i gaśnie w chwili śmierci.
Starożytni Egipcjanie wierzyli, że gwiazdy są wioślarzami okrętu boga słońca – Ra.
Spadające gwiazdy uważano w Sparcie za ostrzeżenie mówiące, że król zgrzeszył i powinien abdykować, a w Rzymie – za zwiastun burzy dany przez Jowisza lub za zapowiedź narodzin dziecka albo innego ważnego wydarzenia. Chrześcijanie odczytywali je jako znak, że dusza opuściła czyściec. Muzułmanie natomiast widzieli w nich kamienie, którymi rzucali aniołowie, by odpędzić dżinny od nieba.
Pentagram, czyli gwiazda pięcioramienna, symbolizował w starożytnym Egipcie boga Horusa, a dla pitagorejczyków był symbolem prawdy oraz doskonałości. Obecnie w kulturze masowej utożsamiany jest z satanizmem i czarną magią. Czerwona gwiazda jest również symbolem idei socjalizmu i komunizmu.
Gwiazdą nazywa się także człowieka sławnego, wybitnego w jakieś dziedzinie, w szczególności aktora bądź sportowca.

### Literatura, filozofia i muzyka
Wielu filozofów, poetów, malarzy, a także muzyków szukało natchnienia w rozgwieżdżonym niebie, a niektórzy z nich interesowali się astronomią.
Wiele odniesień do gwiazd znajduje się w dziełach pisarzy starożytnej Grecji i Rzymu. Według astronoma Kennetha Glyna Jonesa pierwszą znaną wzmianką o Plejadach, gromadzie otwartej w gwiazdozbiorze Byka, jest fragment z Hezjoda, datowany na XI wiek p.n.e. Homer wspomina o nich także w Odysei, w Biblii zaś pojawiają się trzykrotnie. Wielu intelektualistów tego okresu tworzyło prace o tematyce astronomicznej. Wśród nich wymienić można na przykład Aratosa z Soloj, autora poematu heksametrycznego Phaenomena – O znakach niebieskich, Cycerona (porusza ten temat w VI tomie De re publica), Marka Maniliusza (twórcę poematu dydaktycznego Astronomica), Senekę Młodszego, który opracował encyklopedię Naturales quaestiones (Zagadnienia przyrodnicze), czy też Ptolemeusza, autorstwa którego Almagest to najlepiej zachowany starożytny katalog gwiazd.
W średniowieczu astronomia stanowiła, obok arytmetyki, geometrii i muzyki, część quadrivium. W Boskiej komedii Dante Alighieri zawarł kilka aspektów wiedzy swojej epoki, w szczególności astronomicznej, wszystkie trzy części dzieła kończą się zaś słowem „gwiazdy”. Dante przyjmuje szeroko obecny w kosmologii średniowiecznej pogląd, że sfera gwiazd stałych jest ósmą z dziewięciu warstw nieba i stanowi źródło wielości w Kosmosie, w którym rozdziela się pochodzące od Boga światło.
Inni pisarze, tacy jak Giacomo Leopardi, także poruszali w swoich dziełach tematy dotyczące aspektów astronomicznych. Poeta umieścił w swoich wierszach liczne odniesienia do astronomii, m.in. w Canto notturno di un pastore errante dell’Asia i Le ricordanze, a w młodości napisał traktat zatytułowany Storia dell’astronomia (Historia astronomii).

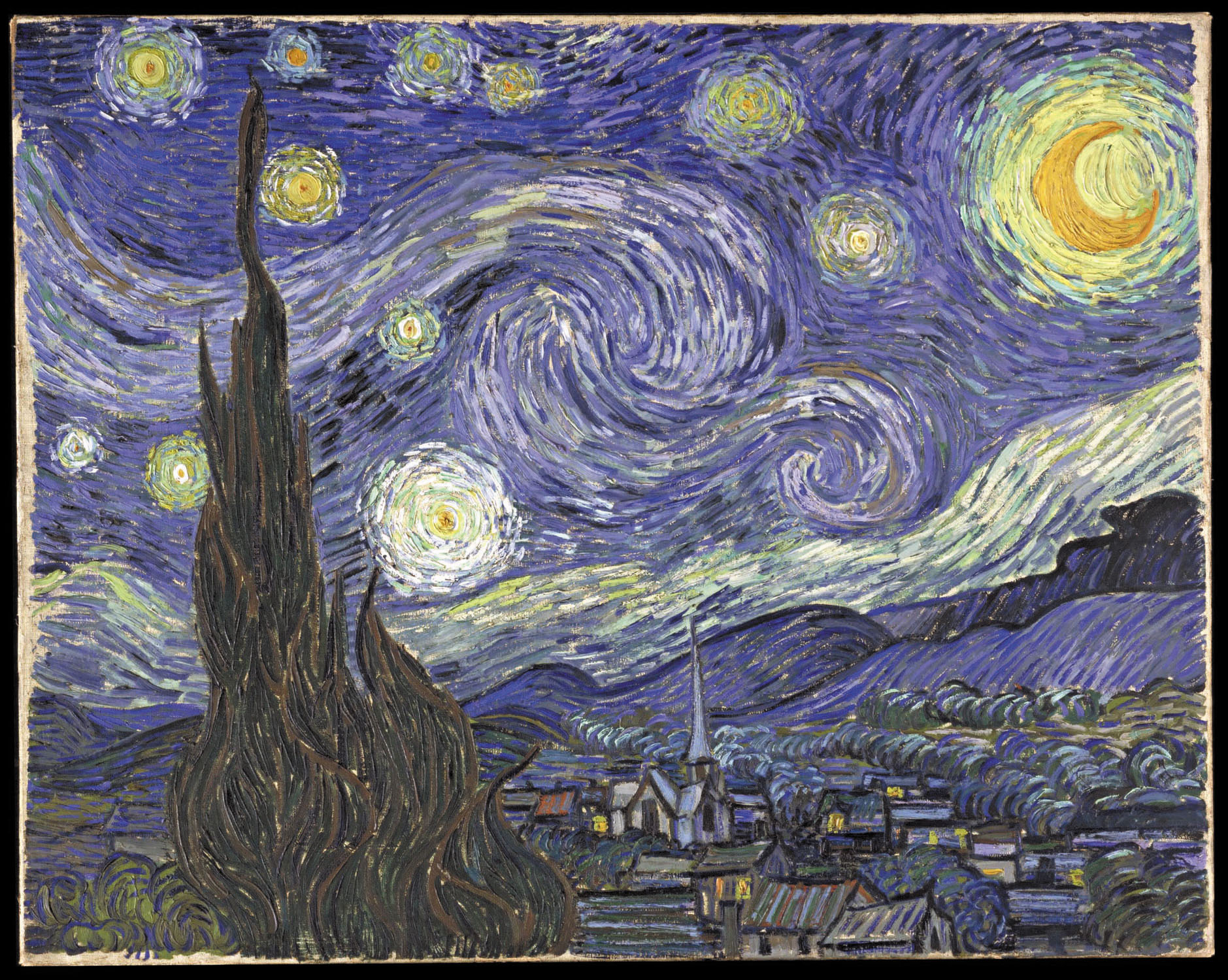
Vincent van Gogh – Gwiaździsta noc, 1889, olej na płótnie, 73,7 × 92,1 cm, Museum of Modern Art, Nowy Jork

Muzyka epoki romantyzmu, jak inne dziedziny sztuki tej epoki, opierała się na wydarzeniach i zjawiskach wyzwalających w ludziach wzniosłe uczucia. Rozgwieżdżone niebo zainspirowało powstanie nokturnów, z których za najważniejsze uważa się te skomponowane przez Fryderyka Chopina (napisał ich 21). Kolejnych odniesień astronomicznych doszukać można się w kompozycjach fortepianowych i VI symfonii Ludwiga van Beethovena. Nokturny nie odeszły w zapomnienie wraz z końcem romantyzmu, lecz rozwijały się dalej w epoce neoromantyzmu – przykładami są VII Symfonia Gustava Mahlera (znana jako Pieśń nocy) oraz kompozycje Richarda Straussa, w szczególności Symfonia alpejska.
Choć Leonardo da Vinci nie prowadził badań astronomicznych, w swoich koncepcjach naukowych stosował pojęcia dotyczące natury Wszechświata, porównując je z innymi, bardziej „humanistycznymi” twierdzeniami odnoszącymi się do natury ludzkiej. Inni artyści, tacy jak Albrecht Dürer, Étienne L. Trouvelot, Giacomo Balla czy Maurits C. Escher, angażowali się w studia astronomiczne, aby w swojej twórczości nawiązać do różnych teorii naukowych. Z kolei Salvador Dalí w swych dziełach umieszczał nawiązania do odkryć dwudziestowiecznej fizyki teoretycznej, w szczególności teorii względności Alberta Einsteina. Inni, tacy jak Giotto di Bondone, Vincent van Gogh czy Joan Miró, po prostu ulegali urokowi nocnego nieba i pragnęli je przedstawić na płótnie bądź innym materiale, w którym tworzyli.

### Kultura masowa
Od niepamiętnych czasów gwiazdy zajmowały istotne miejsce w folklorze. Mimo że wiedza przeciętnego człowieka o niebiosach była dość ograniczona i przemieszana z mitami i legendami, posiadała pewien stopień złożoności i utrzymywała ciągłość z wiedzą astronomiczną pochodzącą z czasów prehistorycznych.
Zimą łatwo zaobserwować „Trzech Mędrców” – Alnilama, Alnitaka i Mintakę – trzy gwiazdy tworzące Pas Oriona. Równie dobrze znane były asteryzmy Małego oraz Wielkiego Wozu. W niektórych miejscach Drogę Mleczną nazywano „Drogą św. Jakuba”, gdyż w przybliżeniu wskazywała kierunek katedry w Santiago de Compostela. Rozpoznawalne były też Plejady, przez długi czas stanowiące samodzielną konstelację, nazywane także „Siedmioma Siostrami” od Plejad – nimf z mitologii greckiej. W wierzeniach hinduistycznych kojarzono je z kolei z sześcioma opiekunkami boga Karttikeja.
Pojawianie się komet, również uważanych za gwiazdy, uznawano za zły omen budzący strach i niepokój. W tradycji chrześcijańskiej kometa występuje jednak także w pozytywnym kontekście – Gwiazda Betlejemska, uważana tradycyjnie za kometę – miała doprowadzić mędrców do Betlejem, miejsca narodzin Jezusa. Również meteory, popularnie zwane spadającymi gwiazdami, odegrały specjalną rolę w kulturze popularnej – uznawano je za dobry znak, zwłaszcza Perseidy, które można obserwować między innymi w noc św. Wawrzyńca.
Współcześnie, szczególnie w krajach uprzemysłowionych i rozwijających się, bliski kontakt człowieka z niebem został zerwany, ponieważ znacząco wzrósł stopień zanieczyszczenia świetlnego. Pomimo że niektóre władze lokalne podejmują kroki mające je zredukować (jak tworzenie parków ciemnego nieba), obecnie bardzo trudno obserwować gwiazdy w ośrodkach miejskich, jedynym sposobem na wykonanie dobrych obserwacji jest udanie się na tereny słabo zamieszkane.

### W fantastyce naukowej

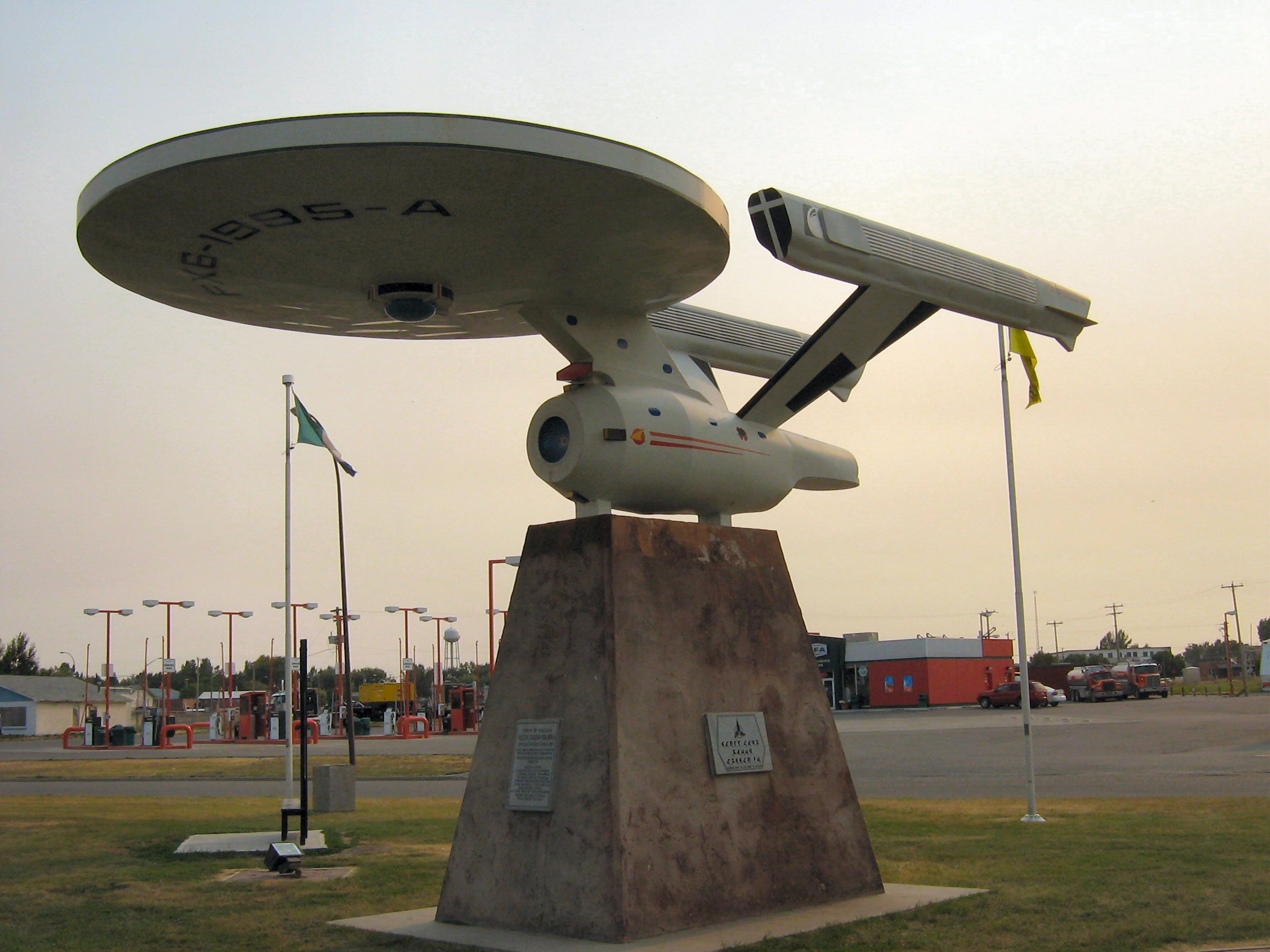
Model statku kosmicznego Enterprise z serii science fiction Star Trek

Od chwili swych narodzin w początkach XX wieku literatura science fiction wzbudza wśród ludzi zainteresowanie gwiazdami. Poruszane przez nią zagadnienia obejmują między innymi kontakt z innymi cywilizacjami, eksplorację i kolonizację kosmosu oraz podróże międzygwiezdne w poszukiwaniu nadających się do zamieszkania planet pozasłonecznych. Autorzy często opisują technologie pozwalające na podróże międzygwiezdne z prędkością nadświetlną. Zwykle także osadzają akcję swych dzieł poza Układem Słonecznym. Tendencja ta nasiliła się znacząco, gdy eksploracja Układu Słonecznego wykazała, że nie jest on zamieszkany przez inne niż ludzie inteligentne formy życia.
Jedną z najpopularniejszych serii science fiction jest Star Trek. Prezentuje on wizję przyszłości, w której ludzkość osiągnęła poziom technologiczny pozwalający na podróże międzygwiezdne i nawiązywanie kontaktów z obcymi cywilizacjami naszej galaktyki. Z niektórymi z tych cywilizacji Ziemianie współtworzą quasi-państwową organizację – Zjednoczoną Federację Planet.
Mimo że część gwiazd, w pobliżu których toczy się akcja opowieści fantastycznonaukowych, stanowi jedynie owoc wyobraźni ich autorów, pewien odsetek twórców decyduje się używać nazw faktycznie istniejących i dobrze znanych astronomom gwiazd, często tych łatwo dostrzegalnych na nocnym niebie lub najbliższych Układowi Słonecznemu. Duża część tych gwiazd nie byłaby jednak w stanie zapewnić warunków do rozwoju złożonych form życia. Jasne gwiazdy, takie jak Syriusz czy Wega, mają mniej niż miliard lat – zdaniem astrobiologów jest to za krótki okres, aby mogły powstać inteligentne istoty żywe.
Gwiazdy rzeczywiście sprzyjające procesowi ewolucji życia, takie jak czerwone karły, świecą zbyt słabo, by dało się je dostrzec gołym okiem, wskutek czego większość z nich nie ma atrakcyjnych nazw, które mogłyby przyciągnąć uwagę pisarzy science fiction.